# 張學友演唱會列表
此列表講述張學友大部分所舉辦的演唱會。

## 個人演唱會

### 1987 張學友87演唱會（6場）
| 場次 | 日期         | 國家／地區 | 城市     | 場館           | 附註           |
| ---- | ------------ | ---------- | -------- | -------------- | -------------- |
| 1    | 1987年8月1日 | 英屬香港   | 英屬香港 | 紅磡香港體育館 | 首場個人演唱會 |
| 2    | 1987年8月2日 | 英屬香港   | 英屬香港 | 紅磡香港體育館 | 首場個人演唱會 |
| 3    | 1987年8月3日 | 英屬香港   | 英屬香港 | 紅磡香港體育館 | 首場個人演唱會 |
| 4    | 1987年8月4日 | 英屬香港   | 英屬香港 | 紅磡香港體育館 | 首場個人演唱會 |
| 5    | 1987年8月5日 | 英屬香港   | 英屬香港 | 紅磡香港體育館 | 首場個人演唱會 |
| 6    | 1987年8月6日 | 英屬香港   | 英屬香港 | 紅磡香港體育館 | 首場個人演唱會 |

### 1991 張學友每天愛你多一些演唱會91（14場）
| 場次 | 日期           | 國家／地區 | 城市     | 場館                          | 附註               |
| ---- | -------------- | ---------- | -------- | ----------------------------- | ------------------ |
| 1    | 1991年9月28日  | 英屬香港   | 英屬香港 | 紅磡香港體育館                | 首次世界巡迴演唱會 |
| 2    | 1991年9月29日  | 英屬香港   | 英屬香港 | 紅磡香港體育館                | 首次世界巡迴演唱會 |
| 3    | 1991年9月30日  | 英屬香港   | 英屬香港 | 紅磡香港體育館                | 首次世界巡迴演唱會 |
| 4    | 1991年10月1日  | 英屬香港   | 英屬香港 | 紅磡香港體育館                | 首次世界巡迴演唱會 |
| 5    | 1991年10月2日  | 英屬香港   | 英屬香港 | 紅磡香港體育館                | 首次世界巡迴演唱會 |
| 6    | 1991年10月3日  | 英屬香港   | 英屬香港 | 紅磡香港體育館                | 首次世界巡迴演唱會 |
| 7    | 1991年10月4日  | 英屬香港   | 英屬香港 | 紅磡香港體育館                | 首次世界巡迴演唱會 |
| 8    | 1991年10月5日  | 英屬香港   | 英屬香港 | 紅磡香港體育館                | 首次世界巡迴演唱會 |
| 9    | 1991年11月28日 | 美国       | 大西洋城 | Trup Taj Mahal Casino Resport | 首次世界巡迴演唱會 |
| 10   | 1991年11月29日 | 美国       | 大西洋城 | Mark G. Etess Arena           | 首次世界巡迴演唱會 |
| 11   | 1991年12月4日  | 加拿大     | 多倫多   |                               | 首次世界巡迴演唱會 |
| 12   | 1991年12月12日 | 中国       | 廣州     | 天河體育場                    | 首次世界巡迴演唱會 |
| 13   | 1991年12月13日 | 中国       | 廣州     | 天河體育場                    | 首次世界巡迴演唱會 |
| 14   | 1991年12月14日 | 中国       | 廣州     | 天河體育場                    | 首次世界巡迴演唱會 |

### 1993-1994 學與友93演唱會（65場）（資料不完整）
| 場次 | 日期           | 國家／地區 | 城市     | 場館                          | 附註                                                                           |
| ---- | -------------- | ---------- | -------- | ----------------------------- | ------------------------------------------------------------------------------ |
| 1    | 1993年9月24日  | 英屬香港   | 英屬香港 | 紅磡香港體育館                |                                                                                |
| 2    | 1993年9月25日  | 英屬香港   | 英屬香港 | 紅磡香港體育館                |                                                                                |
| 3    | 1993年9月26日  | 英屬香港   | 英屬香港 | 紅磡香港體育館                |                                                                                |
| 4    | 1993年9月27日  | 英屬香港   | 英屬香港 | 紅磡香港體育館                |                                                                                |
| 5    | 1993年9月28日  | 英屬香港   | 英屬香港 | 紅磡香港體育館                |                                                                                |
| 6    | 1993年9月29日  | 英屬香港   | 英屬香港 | 紅磡香港體育館                |                                                                                |
| 7    | 1993年9月30日  | 英屬香港   | 英屬香港 | 紅磡香港體育館                |                                                                                |
| 8    | 1993年10月1日  | 英屬香港   | 英屬香港 | 紅磡香港體育館                |                                                                                |
| 9    | 1993年10月2日  | 英屬香港   | 英屬香港 | 紅磡香港體育館                |                                                                                |
| 10   | 1993年10月3日  | 英屬香港   | 英屬香港 | 紅磡香港體育館                |                                                                                |
| 11   | 1993年10月4日  | 英屬香港   | 英屬香港 | 紅磡香港體育館                |                                                                                |
| 12   | 1993年10月5日  | 英屬香港   | 英屬香港 | 紅磡香港體育館                |                                                                                |
| 13   | 1993年10月6日  | 英屬香港   | 英屬香港 | 紅磡香港體育館                |                                                                                |
| 14   | 1993年10月7日  | 英屬香港   | 英屬香港 | 紅磡香港體育館                |                                                                                |
| 15   | 1993年10月8日  | 英屬香港   | 英屬香港 | 紅磡香港體育館                |                                                                                |
| 16   | 1993年10月9日  | 英屬香港   | 英屬香港 | 紅磡香港體育館                |                                                                                |
| 17   | 1993年10月10日 | 英屬香港   | 英屬香港 | 紅磡香港體育館                |                                                                                |
| 18   | 1993年10月11日 | 英屬香港   | 英屬香港 | 紅磡香港體育館                |                                                                                |
| 19   | 1993年10月12日 | 英屬香港   | 英屬香港 | 紅磡香港體育館                |                                                                                |
| 20   | 1993年10月13日 | 英屬香港   | 英屬香港 | 紅磡香港體育館                |                                                                                |
| 21   | 1993年10月14日 | 英屬香港   | 英屬香港 | 紅磡香港體育館                |                                                                                |
| 22   | 1993年10月15日 | 英屬香港   | 英屬香港 | 紅磡香港體育館                |                                                                                |
| 23   | 1993年10月16日 | 英屬香港   | 英屬香港 | 紅磡香港體育館                |                                                                                |
| 24   | 1993年10月17日 | 英屬香港   | 英屬香港 | 紅磡香港體育館                |                                                                                |
| 25   | 1993年10月18日 | 英屬香港   | 英屬香港 | 紅磡香港體育館                |                                                                                |
| 26   | 1993年11月6日  | 中国       | 北京     | 首都體育館                    |                                                                                |
| 26   | 1993年11月7日  | 中国       | 北京     | 首都體育館                    |                                                                                |
| 27   | 1993年11月8日  | 中国       | 北京     | 首都體育館                    |                                                                                |
| 28   | 1993年11月20日 | 美国       | 洛杉磯   |                               |                                                                                |
| 28   | 1993年11月22日 | 美国       | 三藩市   | Nob Hill Masonic Auditorium   |                                                                                |
| 29   | 1993年11月25日 | 美国       | 大西洋城 | Trup Taj Mahal Casino Resport |                                                                                |
| 30   | 1993年12月4日  | 加拿大     | 埃德蒙頓 |                               |                                                                                |
| 31   | 1993年12月     | 加拿大     | 多倫多   |                               |                                                                                |
| 32   | 1994年1月26日  | 日本       | 東京     |                               |                                                                                |
| 33   | 1994年2月18日  | 新加坡     | 新加坡   | 新加坡室內體育館              | 因病而演出一半便中斷                                                           |
| 34   | 1994年2月25日  | 马来西亚   | 吉隆坡   | 吉隆坡國家體育館              |                                                                                |
| 35   | 1994年2月26日  | 马来西亚   | 吉隆坡   | 吉隆坡國家體育館              |                                                                                |
| 36   | 1994年3月3日   | 新加坡     | 新加坡   | 新加坡室內體育館              | 為1994年2月18日演出中斷的場次補場，同時票價高達450新元，創下華人歌手的票價紀錄 |
| 37   | 1994年3月4日   | 新加坡     | 新加坡   | 新加坡室內體育館              | 為1994年2月18日演出中斷的場次補場，同時票價高達450新元，創下華人歌手的票價紀錄 |
| 38   | 1994年3月5日   | 新加坡     | 新加坡   | 新加坡室內體育館              | 為1994年2月18日演出中斷的場次補場，同時票價高達450新元，創下華人歌手的票價紀錄 |
| 39   | 1994年5月28日  | 臺灣       | 臺北     | 臺北市立體育場                | 掛名《祝福演唱會》                                                             |
| 40   | 1994年5月29日  | 臺灣       | 臺北     | 臺北市立體育場                | 掛名《祝福演唱會》                                                             |
| 41   | 1994年6月22日  | 中国       | 廣州     | 天河體育場                    |                                                                                |
| 42   | 1994年6月23日  | 中国       | 廣州     | 天河體育場                    |                                                                                |
| 43   | 1994年6月24日  | 中国       | 廣州     | 天河體育場                    |                                                                                |
| 44   | 1994年12月17日 | 中国       | 上海     | 上海體育館                    |                                                                                |
| 45   | 1994年12月     | 美国       | 芝加哥   |                               |                                                                                |

### 1995-1996 友學友95世界巡迴演唱會（100場）（資料不完整）
| 場次 | 日期           | 國家／地區     | 城市           | 場館                         | 附註                                     |
| ---- | -------------- | -------------- | -------------- | ---------------------------- | ---------------------------------------- |
| 1    | 1995年8月4日   | 英屬香港       | 英屬香港       | 紅磡香港體育館               | 出道10週年演唱會，打破個人演唱會場次紀錄 |
| 2    | 1995年8月5日   | 英屬香港       | 英屬香港       | 紅磡香港體育館               | 出道10週年演唱會，打破個人演唱會場次紀錄 |
| 3    | 1995年8月6日   | 英屬香港       | 英屬香港       | 紅磡香港體育館               | 出道10週年演唱會，打破個人演唱會場次紀錄 |
| 4    | 1995年8月7日   | 英屬香港       | 英屬香港       | 紅磡香港體育館               | 出道10週年演唱會，打破個人演唱會場次紀錄 |
| 5    | 1995年8月8日   | 英屬香港       | 英屬香港       | 紅磡香港體育館               | 出道10週年演唱會，打破個人演唱會場次紀錄 |
| 6    | 1995年8月9日   | 英屬香港       | 英屬香港       | 紅磡香港體育館               | 出道10週年演唱會，打破個人演唱會場次紀錄 |
| 7    | 1995年8月10日  | 英屬香港       | 英屬香港       | 紅磡香港體育館               | 出道10週年演唱會，打破個人演唱會場次紀錄 |
| 8    | 1995年8月11日  | 英屬香港       | 英屬香港       | 紅磡香港體育館               | 出道10週年演唱會，打破個人演唱會場次紀錄 |
| 9    | 1995年8月12日  | 英屬香港       | 英屬香港       | 紅磡香港體育館               | 出道10週年演唱會，打破個人演唱會場次紀錄 |
| 10   | 1995年8月13日  | 英屬香港       | 英屬香港       | 紅磡香港體育館               | 出道10週年演唱會，打破個人演唱會場次紀錄 |
| 11   | 1995年8月14日  | 英屬香港       | 英屬香港       | 紅磡香港體育館               | 出道10週年演唱會，打破個人演唱會場次紀錄 |
| 12   | 1995年8月15日  | 英屬香港       | 英屬香港       | 紅磡香港體育館               | 出道10週年演唱會，打破個人演唱會場次紀錄 |
| 13   | 1995年8月16日  | 英屬香港       | 英屬香港       | 紅磡香港體育館               | 出道10週年演唱會，打破個人演唱會場次紀錄 |
| 14   | 1995年8月17日  | 英屬香港       | 英屬香港       | 紅磡香港體育館               | 出道10週年演唱會，打破個人演唱會場次紀錄 |
| 15   | 1995年8月18日  | 英屬香港       | 英屬香港       | 紅磡香港體育館               | 出道10週年演唱會，打破個人演唱會場次紀錄 |
| 16   | 1995年8月19日  | 英屬香港       | 英屬香港       | 紅磡香港體育館               | 出道10週年演唱會，打破個人演唱會場次紀錄 |
| 17   | 1995年8月20日  | 英屬香港       | 英屬香港       | 紅磡香港體育館               | 出道10週年演唱會，打破個人演唱會場次紀錄 |
| 18   | 1995年8月21日  | 英屬香港       | 英屬香港       | 紅磡香港體育館               | 出道10週年演唱會，打破個人演唱會場次紀錄 |
| 19   | 1995年8月22日  | 英屬香港       | 英屬香港       | 紅磡香港體育館               | 出道10週年演唱會，打破個人演唱會場次紀錄 |
| 20   | 1995年8月23日  | 英屬香港       | 英屬香港       | 紅磡香港體育館               | 出道10週年演唱會，打破個人演唱會場次紀錄 |
| 21   | 1995年8月24日  | 英屬香港       | 英屬香港       | 紅磡香港體育館               | 出道10週年演唱會，打破個人演唱會場次紀錄 |
| 22   | 1995年8月25日  | 英屬香港       | 英屬香港       | 紅磡香港體育館               | 出道10週年演唱會，打破個人演唱會場次紀錄 |
| 23   | 1995年8月26日  | 英屬香港       | 英屬香港       | 紅磡香港體育館               | 出道10週年演唱會，打破個人演唱會場次紀錄 |
| 24   | 1995年8月27日  | 英屬香港       | 英屬香港       | 紅磡香港體育館               | 出道10週年演唱會，打破個人演唱會場次紀錄 |
| 25   | 1995年8月28日  | 英屬香港       | 英屬香港       | 紅磡香港體育館               | 出道10週年演唱會，打破個人演唱會場次紀錄 |
| 26   | 1995年8月29日  | 英屬香港       | 英屬香港       | 紅磡香港體育館               | 出道10週年演唱會，打破個人演唱會場次紀錄 |
| 27   | 1995年8月30日  | 英屬香港       | 英屬香港       | 紅磡香港體育館               | 出道10週年演唱會，打破個人演唱會場次紀錄 |
| 28   | 1995年8月31日  | 英屬香港       | 英屬香港       | 紅磡香港體育館               | 出道10週年演唱會，打破個人演唱會場次紀錄 |
| 29   | 1995年9月1日   | 英屬香港       | 英屬香港       | 紅磡香港體育館               | 出道10週年演唱會，打破個人演唱會場次紀錄 |
| 30   | 1995年9月2日   | 英屬香港       | 英屬香港       | 紅磡香港體育館               | 出道10週年演唱會，打破個人演唱會場次紀錄 |
| 31   | 1995年9月3日   | 英屬香港       | 英屬香港       | 紅磡香港體育館               | 出道10週年演唱會，打破個人演唱會場次紀錄 |
| 32   | 1995年9月4日   | 英屬香港       | 英屬香港       | 紅磡香港體育館               | 出道10週年演唱會，打破個人演唱會場次紀錄 |
| 33   | 1995年9月5日   | 英屬香港       | 英屬香港       | 紅磡香港體育館               | 出道10週年演唱會，打破個人演唱會場次紀錄 |
| 34   | 1995年9月6日   | 英屬香港       | 英屬香港       | 紅磡香港體育館               | 出道10週年演唱會，打破個人演唱會場次紀錄 |
| 35   | 1995年9月13日  |                | 伯斯           |                              |                                          |
| 36   | 1995年9月      | 布里斯班       |                |                              |                                          |
| 37   | 1995年9月      | 墨爾本         |                |                              |                                          |
| 38   | 1995年9月      | 雪梨           |                |                              |                                          |
| 39   | 1995年9月      | 新西兰         | 奧克蘭         |                              |                                          |
| 40   | 1995年9月27日  | 臺灣           | 臺北           | 臺北市立體育場               |                                          |
| 41   | 1995年9月28日  | 臺灣           | 臺北           | 臺北市立體育場               |                                          |
| 42   | 1995年9月29日  | 臺灣           | 高雄           | 高雄市立體育場               |                                          |
| 43   | 1995年9月30日  | 臺灣           | 高雄           | 高雄市立體育場               |                                          |
| 44   | 1995年10月1日  | 臺灣           | 臺中           | 台中市立體育場               |                                          |
| 45   | 1995年10月7日  | 美国           | 紐約           | 麥迪遜廣場花園               |                                          |
| 46   | 1995年10月     | 美国           | 波士頓         |                              |                                          |
| 47   | 1995年10月     | 加拿大         | 多倫多         |                              |                                          |
| 48   | 1995年10月     | 加拿大         | 蒙特雷         |                              |                                          |
| 49   | 1995年10月     | 加拿大         | 溫哥華         |                              |                                          |
| 50   | 1995年10月     | 美国           | 洛杉磯         |                              |                                          |
| 51   | 1995年10月28日 | 美国           | 舊金山         | Nob Hill Masonic Auditorium  |                                          |
| 52   | 1995年10月29日 | 美国           | 舊金山         | Nob Hill Masonic Auditorium  |                                          |
| 53   | 1995年11月9日  | 法國           | 巴黎           |                              |                                          |
| 54   | 1995年11月     | 荷蘭           | 鹿特丹         |                              |                                          |
| 55   | 1995年11月     | 英国           | 伦敦           | 溫布利球場                   |                                          |
| 56   | 1995年11月     | 英国           | 曼徹斯特       |                              |                                          |
| 57   | 1995年11月     | 新加坡         | 新加坡         | 新加坡室內體育館             |                                          |
| 58   | 1995年12月     | 马来西亚       | 吉隆坡         |                              |                                          |
| 59   | 1995年12月5日  | 菲律賓         | 馬尼拉         |                              |                                          |
| 60   | 1995年12月20日 | 日本           | 東京都         | 東京厚生年金会館             |                                          |
| 61   | 1995年12月21日 | 日本           | 東京都         | 原宿日本青年館               |                                          |
| 62   | 1996年2月23日  | 美国           | 大西洋城       | 凱薩宮酒店                   |                                          |
| 63   | 1996年2月24日  | 美国           | 大西洋城       | 凱薩宮酒店                   |                                          |
| 64   | 1996年3月29日  | 中国           | 福州           | 福建省奧林匹克體育中心體育場 |                                          |
| 64   | 1996年3月30日  | 中国           | 福州           | 福建省奧林匹克體育中心體育場 |                                          |
| 65   | 1996年4月3日   | 中国           | 泉州           |                              |                                          |
| 66   | 1996年4月4日   | 中国           | 泉州           |                              |                                          |
| 67   | 1996年4月23日  | 中国           | 中山           | 中山體育場                   |                                          |
| 68   | 1996年4月24日  | 中国           | 中山           | 中山體育場                   |                                          |
| 69   | 1996年4月27日  | 中国           | 東莞           | 東莞體育場                   |                                          |
| 70   | 1996年5月      | 泰國           | 泰國           | 泰国世界贸易中心             |                                          |
| 71   | 1996年5月      | 泰國           | 泰國           | 泰国世界贸易中心             |                                          |
| 72   | 1996年6月14日  | 中国           | 廣州           | 天河體育場                   |                                          |
| 73   | 1996年6月15日  | 中国           | 廣州           | 天河體育場                   |                                          |
| 74   | 1996年6月16日  | 中国           | 廣州           | 天河體育場                   |                                          |
| 75   | 1996年6月17日  | 中国           | 廣州           | 天河體育場                   |                                          |
| 76   | 1996年6月      | 中国           | 佛山           |                              |                                          |
| 77   | 1996年6月日    | 中国           | 佛山           |                              |                                          |
| 78   | 1996年6月      | 中国           | 汕頭           |                              |                                          |
| 79   | 1996年6月日    | 中国           | 汕頭           |                              |                                          |
| 80   | 1996年6月24日  | 澳門特別行政區 | 澳門特別行政區 | 澳門綜藝館                   |                                          |
| 81   | 1996年6月25日  | 澳門特別行政區 | 澳門特別行政區 | 澳門綜藝館                   |                                          |
| 82   | 1996年6月26日  | 澳門特別行政區 | 澳門特別行政區 | 澳門綜藝館                   |                                          |
| 83   | 1996年6月27日  | 澳門特別行政區 | 澳門特別行政區 | 澳門綜藝館                   |                                          |

### 1999 友個人99世界巡迴演唱會（66場）
| 場次 | 日期          | 國家／地區       | 城市                        | 場館                     | 備註 |
| ---- | ------------- | ---------------- | --------------------------- | ------------------------ | ---- |
| 1    | 1999年2月5日  | 香港特別行政區   | 香港特別行政區              | 香港會議展覽中心新翼     |      |
| 2    | 1999年2月6日  | 香港特別行政區   | 香港特別行政區              | 香港會議展覽中心新翼     |      |
| 3    | 1999年2月7日  | 香港特別行政區   | 香港特別行政區              | 香港會議展覽中心新翼     |      |
| 4    | 1999年2月8日  | 香港特別行政區   | 香港特別行政區              | 香港會議展覽中心新翼     |      |
| 5    | 1999年2月9日  | 香港特別行政區   | 香港特別行政區              | 香港會議展覽中心新翼     |      |
| 6    | 1999年2月10日 | 香港特別行政區   | 香港特別行政區              | 香港會議展覽中心新翼     |      |
| 7    | 1999年2月11日 | 香港特別行政區   | 香港特別行政區              | 香港會議展覽中心新翼     |      |
| 8    | 1999年2月12日 | 香港特別行政區   | 香港特別行政區              | 香港會議展覽中心新翼     |      |
| 9    | 1999年2月13日 | 香港特別行政區   | 香港特別行政區              | 香港會議展覽中心新翼     |      |
| 10   | 1999年2月14日 | 香港特別行政區   | 香港特別行政區              | 香港會議展覽中心新翼     |      |
| 11   | 1999年2月15日 | 香港特別行政區   | 香港特別行政區              | 香港會議展覽中心新翼     |      |
| 12   | 1999年2月16日 | 香港特別行政區   | 香港特別行政區              | 香港會議展覽中心新翼     |      |
| 13   | 1999年2月17日 | 香港特別行政區   | 香港特別行政區              | 香港會議展覽中心新翼     |      |
| 14   | 1999年2月18日 | 香港特別行政區   | 香港特別行政區              | 香港會議展覽中心新翼     |      |
| 15   | 1999年2月19日 | 香港特別行政區   | 香港特別行政區              | 香港會議展覽中心新翼     |      |
| 16   | 1999年2月20日 | 香港特別行政區   | 香港特別行政區              | 香港會議展覽中心新翼     |      |
| 17   | 1999年2月21日 | 香港特別行政區   | 香港特別行政區              | 香港會議展覽中心新翼     |      |
| 18   | 1999年2月22日 | 香港特別行政區   | 香港特別行政區              | 香港會議展覽中心新翼     |      |
| 19   | 1999年2月23日 | 香港特別行政區   | 香港特別行政區              | 香港會議展覽中心新翼     |      |
| 20   | 1999年2月24日 | 香港特別行政區   | 香港特別行政區              | 香港會議展覽中心新翼     |      |
| 21   | 1999年2月25日 | 香港特別行政區   | 香港特別行政區              | 香港會議展覽中心新翼     |      |
| 22   | 1999年2月26日 | 香港特別行政區   | 香港特別行政區              | 香港會議展覽中心新翼     |      |
| 23   | 1999年2月27日 | 香港特別行政區   | 香港特別行政區              | 香港會議展覽中心新翼     |      |
| 24   | 1999年2月28日 | 香港特別行政區   | 香港特別行政區              | 香港會議展覽中心新翼     |      |
| 25   | 1999年3月1日  | 香港特別行政區   | 香港特別行政區              | 香港會議展覽中心新翼     |      |
| 26   | 1999年3月2日  | 香港特別行政區   | 香港特別行政區              | 香港會議展覽中心新翼     |      |
| 27   | 1999年3月3日  | 香港特別行政區   | 香港特別行政區              | 香港會議展覽中心新翼     |      |
| 28   | 1999年3月4日  | 香港特別行政區   | 香港特別行政區              | 香港會議展覽中心新翼     |      |
| 29   | 1999年3月5日  | 香港特別行政區   | 香港特別行政區              | 香港會議展覽中心新翼     |      |
| 30   | 1999年3月6日  | 香港特別行政區   | 香港特別行政區              | 香港會議展覽中心新翼     |      |
| 31   | 1999年3月26日 | 新加坡           | 新加坡                      | 新加坡室內體育館         |      |
| 32   | 1999年3月27日 | 新加坡           | 新加坡                      | 新加坡室內體育館         |      |
| 33   | 1999年3月31日 | 加拿大           | 安大略省多倫多              | 加拿大航空中心           |      |
| 34   | 1999年4月4日  | 美国             | 新澤西州大西洋城            | Trump Taj Mahal Resort   |      |
| 35   | 1999年4月9日  | 美国             | 加利福尼亞州奧克蘭          | Kaiser Convention Center |      |
| 36   | 1999年4月11日 | 美国             | 加利福尼亞州洛杉磯          | Universal Amphitheatre   |      |
| 37   | 1999年4月13日 | 加拿大           | 不列顛哥倫比亞省溫哥華      | 通用汽車體育館           |      |
| 38   | 1999年4月23日 | 马来西亚         | 吉隆坡                      | 武吉加里爾國家體育場     |      |
| 39   | 1999年4月24日 | 马来西亚         | 吉隆坡                      | 武吉加里爾國家體育場     |      |
| 40   | 1999年5月1日  | 中国             | 廣東省廣州市                | 天河體育場               |      |
| 41   | 1999年5月2日  | 中国             | 廣東省廣州市                | 天河體育場               |      |
| 42   | 1999年5月4日  | 中国             | 廣東省佛山市                | 順德體育中心             |      |
| 43   | 1999年5月6日  | 中国             | 廣東省肇慶市                | 肇慶體育場               |      |
| 44   | 1999年5月9日  | 中国             | 廣東省佛山市                | 佛山新廣場               |      |
| 45   | 1999年5月10日 | 中国             | 廣東省廣州市                | 番禺體育中心             |      |
| 46   | 1999年5月12日 | 中国             | 廣東省汕頭市                | 汕頭體育中心             |      |
| 47   | 1999年5月14日 | 中国             | 廣東省珠海市                | 珠海體育場               |      |
| 48   | 1999年5月16日 | 中国             | 廣東省韶關市                | 西河體育中心             |      |
| 49   | 1999年5月21日 | 中国             | 河北省石家莊市              | 裕彤體育場               |      |
| 50   | 1999年5月25日 | 中国             | 江蘇省無錫市                | 無錫體育中心             |      |
| 51   | 1999年5月29日 | 中国             | 浙江省寧波市                | 寧波體育場               |      |
| 52   | 1999年6月2日  |                  | 維多利亞州墨爾本            | 墨爾本公園               |      |
| 53   | 1999年6月4日  | 新南威爾士州悉尼 | Sydney Entertainment Centre |                          |      |
| 54   | 1999年6月6日  | 昆士蘭州黃金海岸 | Jupiter's Theatre           |                          |      |
| 55   | 1999年6月17日 | 中国             | 廣東省深圳市                | 深圳體育場               |      |
| 56   | 1999年6月20日 | 英国             | 倫敦                        | London Docklands Arena   |      |
| 57   | 1999年6月21日 | 英国             | 倫敦                        | London Docklands Arena   |      |
| 58   | 1999年6月24日 | 中国             | 上海市                      | 虹口足球場               |      |
| 59   | 1999年6月25日 | 中国             | 上海市                      | 虹口足球場               |      |
| 60   | 1999年6月28日 | 中国             | 江蘇省南京市                | 五台山體育場             |      |
| 61   | 1999年7月1日  | 中国             | 雲南省昆明市                | 拓東體育場               |      |
| 62   | 1999年7月4日  | 日本             | 大阪府大阪市                | 大阪厚生年金會館大ホール |      |
| 63   | 1999年7月5日  | 日本             | 愛知縣名古屋市              | 名古屋市民会館大ホール   |      |
| 64   | 1999年7月7日  | 日本             | 神奈川縣橫濱市              | 神奈川県民ホール         |      |
| 65   | 1999年7月9日  | 日本             | 東京                        | 東京國際論壇A廳          |      |
| 66   | 1999年7月10日 | 日本             | 東京                        | 東京國際論壇A廳          |      |

### 2002-2003 張學友2002音樂之旅世界巡迴演唱會（45場）
| 場次 | 日期           | 國家／地區       | 城市               | 場館                       | 備註 |
| ---- | -------------- | ---------------- | ------------------ | -------------------------- | ---- |
| 1    | 2002年3月15日  |                  | 新南威爾士州悉尼   | 悉尼超級巨蛋               |      |
| 2    | 2002年3月17日  | 維多利亞州墨爾本 | 羅德·拉沃競技場    |                            |      |
| 3    | 2002年3月23日  | 马来西亚         | 吉隆坡             | 武吉加里爾國家體育場       |      |
| 4    | 2002年4月20日  | 中国             | 上海市             | 上海體育場                 |      |
| 5    | 2002年5月1日   | 中国             | 浙江省杭州市       | 黃龍體育中心體育場         |      |
| 6    | 2002年5月17日  | 新加坡           | 新加坡             | 新加坡室內體育館           |      |
| 7    | 2002年5月18日  | 新加坡           | 新加坡             | 新加坡室內體育館           |      |
| 8    | 2002年5月25日  | 中国             | 遼寧省瀋陽市       | 五里河體育場               |      |
| 9    | 2002年6月1日   | 中国             | 天津市             | 民園體育場                 |      |
| 10   | 2002年6月22日  | 臺灣             | 臺北市             | 臺北市立體育場             |      |
| 11   | 2002年6月28日  | 中国             | 北京市             | 北京工人體育場             |      |
| 12   | 2002年7月12日  | 中国             | 廣東省廣州市       | 天河體育場                 |      |
| 13   | 2002年7月14日  | 中国             | 廣東省湛江市       | 湛江市體育中心             |      |
| 14   | 2002年7月19日  | 中国             | 廣東省東莞市       | 東莞體育場                 |      |
| 15   | 2002年7月21日  | 中国             | 廣東省珠海市       | 珠海市體育中心             |      |
| 16   | 2002年7月27日  | 中国             | 廣東省深圳市       | 深圳體育場                 |      |
| 17   | 2002年8月17日  | 日本             | 東京都             | 東京國際論壇A廳            |      |
| 18   | 2002年8月18日  | 日本             | 東京都             | 東京國際論壇A廳            |      |
| 19   | 2002年8月30日  | 中国             | 浙江省寧波市       | 寧波體育場                 |      |
| 20   | 2002年9月6日   | 中国             | 浙江省義烏市       | 義烏體育場                 |      |
| 21   | 2002年9月13日  | 中国             | 海南省海口市       | 大英山舊機場               |      |
| 22   | 2002年10月11日 |                  | 文萊穆阿拉區       | Jerudong Park Amphitheatre |      |
| 23   | 2002年10月19日 | 中国             | 湖北省武漢市       | 漢口文化體育中心           |      |
| 24   | 2002年10月26日 | 中国             | 重慶市             | 洋河體育場                 |      |
| 25   | 2002年11月1日  | 马来西亚         | 彭亨雲頂高原       | 雲星劇場                   |      |
| 26   | 2002年11月2日  | 马来西亚         | 彭亨雲頂高原       | 雲星劇場                   |      |
| 27   | 2002年12月17日 | 英国             | 倫敦               | 溫布利體育館               |      |
| 28   | 2002年12月19日 | 加拿大           | 安大略省多倫多     | 加拿大航空中心             |      |
| 29   | 2002年12月22日 | 美国             | 新澤西州大西洋城   | Trump Taj Mahal Casino     |      |
| 30   | 2002年12月25日 | 美国             | 內華達州拉斯維加斯 | 凱薩宮酒店                 |      |
| 31   | 2002年12月27日 | 美国             | 內華達州拉斯維加斯 | 凱薩宮酒店                 |      |
| 32   | 2003年1月3日   | 中国             | 雲南省昆明市       | 拓東體育場                 |      |
| 33   | 2003年1月5日   | 中国             | 浙江省溫州市       | 溫州體育中心體育場         |      |
| 34   | 2003年1月16日  | 香港特別行政區   | 香港特別行政區     | 紅磡香港體育館             |      |
| 35   | 2003年1月17日  | 香港特別行政區   | 香港特別行政區     | 紅磡香港體育館             |      |
| 36   | 2003年1月18日  | 香港特別行政區   | 香港特別行政區     | 紅磡香港體育館             |      |
| 37   | 2003年1月19日  | 香港特別行政區   | 香港特別行政區     | 紅磡香港體育館             |      |
| 38   | 2003年1月20日  | 香港特別行政區   | 香港特別行政區     | 紅磡香港體育館             |      |
| 39   | 2003年1月21日  | 香港特別行政區   | 香港特別行政區     | 紅磡香港體育館             |      |
| 40   | 2003年1月22日  | 香港特別行政區   | 香港特別行政區     | 紅磡香港體育館             |      |
| 41   | 2003年1月23日  | 香港特別行政區   | 香港特別行政區     | 紅磡香港體育館             |      |
| 42   | 2003年1月24日  | 香港特別行政區   | 香港特別行政區     | 紅磡香港體育館             |      |
| 43   | 2003年1月25日  | 香港特別行政區   | 香港特別行政區     | 紅磡香港體育館             |      |
| 44   | 2003年1月26日  | 香港特別行政區   | 香港特別行政區     | 紅磡香港體育館             |      |
| 45   | 2003年1月27日  | 香港特別行政區   | 香港特別行政區     | 紅磡香港體育館             |      |

### 2007-2008 學友光年世界巡迴演唱會（105場）
| 場次 | 日期           | 國家／地區       | 城市                 | 場館                         | 備註 |
| ---- | -------------- | ---------------- | -------------------- | ---------------------------- | ---- |
| 1    | 2007年2月18日  | 美国             | 內華達州拉斯維加斯   | 凱撒皇宮大酒店羅馬大劇場     |      |
| 2    | 2007年2月19日  | 美国             | 內華達州拉斯維加斯   | 凱撒皇宮大酒店羅馬大劇場     |      |
| 3    | 2007年2月22日  | 加拿大           | 安大略省多倫多       | 加拿大博覽會                 |      |
| 4    | 2007年2月23日  | 加拿大           | 安大略省多倫多       | 加拿大博覽會                 |      |
| 5    | 2007年2月25日  | 美国             | 新澤西州大西洋城     | 印度宮殿大酒店               |      |
| 6    | 2007年2月25日  | 美国             | 新澤西州大西洋城     | 印度宮殿大酒店               |      |
| 7    | 2007年3月31日  | 中国             | 廣東省廣州市         | 天河體育場                   |      |
| 8    | 2007年4月7日   | 中国             | 江蘇省南京市         | 五台山體育場                 |      |
| 9    | 2007年4月13日  | 中国             | 江西省南昌市         | 八一體育場                   |      |
| 10   | 2007年4月15日  | 中国             | 四川省成都市         | 成都體育中心                 |      |
| 11   | 2007年4月20日  | 中国             | 上海市               | 上海體育場                   |      |
| 12   | 2007年4月21日  | 中国             | 上海市               | 上海體育場                   |      |
| 13   | 2007年4月26日  | 中国             | 廣西壯族自治區南寧市 | 廣西壯族自治區體育場         |      |
| 14   | 2007年4月30日  | 中国             | 浙江省杭州市         | 黃龍體育中心體育場           |      |
| 15   | 2007年5月6日   | 中国             | 浙江省台州市         | 台州體育中心                 |      |
| 16   | 2007年5月12日  | 中国             | 福建省福州市         | 福州體育中心                 |      |
| 17   | 2007年5月18日  | 中国             | 浙江省溫州市         | 溫州體育中心體育場           |      |
| 18   | 2007年5月20日  | 澳門特別行政區   | 澳門特別行政區       | 澳門運動場                   |      |
| 19   | 2007年5月25日  | 中国             | 黑龍江省哈爾濱市     | 哈爾濱國際會展體育中心體育場 |      |
| 20   | 2007年5月27日  | 中国             | 湖北省武漢市         | 武漢體育中心                 |      |
| 21   | 2007年6月1日   | 中国             | 湖南省長沙市         | 賀龍體育中心                 |      |
| 22   | 2007年6月3日   | 中国             | 河南省鄭州市         | 河南省體育中心               |      |
| 23   | 2007年6月9日   | 中国             | 重慶市               | 重慶奧體中心                 |      |
| 24   | 2007年6月10日  | 中国             | 重慶市               | 重慶奧體中心                 |      |
| 25   | 2007年6月15日  | 中国             | 江蘇省常熟市         | 常熟體育中心                 |      |
| 26   | 2007年6月20日  | 日本             | 東京都               | 東京國際論壇A廳              |      |
| 27   | 2007年6月22日  | 中国             | 廣東省佛山市         | 佛山世紀蓮體育中心           |      |
| 28   | 2007年6月24日  | 中国             | 安徽省合肥市         | 合肥市體育中心               |      |
| 29   | 2007年6月29日  | 中国             | 江蘇省昆山市         | 馬鞍山西路體育中心體育場     |      |
| 30   | 2007年7月1日   | 中国             | 貴州省貴陽市         | 貴陽新體育場                 |      |
| 31   | 2007年7月6日   | 臺灣             | 臺北市               | 台北小巨蛋                   |      |
| 32   | 2007年7月7日   | 臺灣             | 臺北市               | 台北小巨蛋                   |      |
| 33   | 2007年7月13日  | 新加坡           | 新加坡               | 新加坡室內體育館             |      |
| 34   | 2007年7月14日  | 新加坡           | 新加坡               | 新加坡室內體育館             |      |
| 35   | 2007年7月15日  | 新加坡           | 新加坡               | 新加坡室內體育館             |      |
| 36   | 2007年7月20日  | 印度尼西亞       | 北蘇門答臘省棉蘭     | Appron Kelapa Sawit          |      |
| 37   | 2007年7月22日  | 印度尼西亞       | 北蘇門答臘省棉蘭     | Appron Kelapa Sawit          |      |
| 38   | 2007年7月27日  | 中国             | 廣東省深圳市         | 深圳體育場                   |      |
| 39   | 2007年7月29日  | 中国             | 天津市               | 泰達足球場                   |      |
| 40   | 2007年8月5日   | 中国             | 山西省太原市         | 山西省體育場                 |      |
| 41   | 2007年8月10日  | 中国             | 廣東省東莞市         | 東莞體育中心體育場           |      |
| 42   | 2007年8月12日  | 中国             | 河北省石家莊市       | 裕彤體育場                   |      |
| 43   | 2007年8月17日  | 香港特別行政區   | 香港特別行政區       | 紅磡香港體育館               |      |
| 44   | 2007年8月18日  | 香港特別行政區   | 香港特別行政區       | 紅磡香港體育館               |      |
| 45   | 2007年8月19日  | 香港特別行政區   | 香港特別行政區       | 紅磡香港體育館               |      |
| 46   | 2007年8月20日  | 香港特別行政區   | 香港特別行政區       | 紅磡香港體育館               |      |
| 47   | 2007年8月21日  | 香港特別行政區   | 香港特別行政區       | 紅磡香港體育館               |      |
| 48   | 2007年8月22日  | 香港特別行政區   | 香港特別行政區       | 紅磡香港體育館               |      |
| 49   | 2007年8月23日  | 香港特別行政區   | 香港特別行政區       | 紅磡香港體育館               |      |
| 50   | 2007年8月24日  | 香港特別行政區   | 香港特別行政區       | 紅磡香港體育館               |      |
| 51   | 2007年8月25日  | 香港特別行政區   | 香港特別行政區       | 紅磡香港體育館               |      |
| 52   | 2007年8月26日  | 香港特別行政區   | 香港特別行政區       | 紅磡香港體育館               |      |
| 53   | 2007年8月27日  | 香港特別行政區   | 香港特別行政區       | 紅磡香港體育館               |      |
| 54   | 2007年8月28日  | 香港特別行政區   | 香港特別行政區       | 紅磡香港體育館               |      |
| 55   | 2007年8月29日  | 香港特別行政區   | 香港特別行政區       | 紅磡香港體育館               |      |
| 56   | 2007年8月30日  | 香港特別行政區   | 香港特別行政區       | 紅磡香港體育館               |      |
| 57   | 2007年8月31日  | 香港特別行政區   | 香港特別行政區       | 紅磡香港體育館               |      |
| 58   | 2007年9月1日   | 香港特別行政區   | 香港特別行政區       | 紅磡香港體育館               |      |
| 59   | 2007年9月7日   | 中国             | 吉林省長春市         | 南嶺體育場                   |      |
| 60   | 2007年9月9日   | 中国             | 山東省濟南市         | 山東省體育中心               |      |
| 61   | 2007年9月14日  | 马来西亚         | 吉隆坡               | 武吉加里爾國家體育場         |      |
| 62   | 2007年9月16日  | 中国             | 江蘇省常州市         | 常州淹城內城中心廣場         |      |
| 63   | 2007年9月21日  | 中国             | 山東省青島市         | 頤中體育場                   |      |
| 64   | 2007年9月23日  | 中国             | 江蘇省蘇州市         | 蘇州市體育中心體育場         |      |
| 65   | 2007年9月28日  | 中国             | 浙江省海寧市         | 海寧市體育中心東廣場         |      |
| 66   | 2007年9月30日  | 中国             | 北京市               | 豐台體育中心                 |      |
| 67   | 2007年10月1日  | 中国             | 北京市               | 豐台體育中心                 |      |
| 68   | 2007年10月5日  |                  | 新南威爾士州悉尼     | 雪梨娛樂中心                 |      |
| 69   | 2007年10月7日  | 維多利亞州墨爾本 | 沃達豐體育館         |                              |      |
| 70   | 2007年10月21日 | 中国             | 廣東省佛山市         | 順德體育場                   |      |
| 71   | 2007年10月26日 | 中国             | 江蘇省無錫市         | 無錫體育中心體育場           |      |
| 72   | 2007年10月27日 | 中国             | 江蘇省揚州市         | 揚州大虹橋體育場             |      |
| 73   | 2007年11月2日  | 中国             | 福建省廈門市         | 廈門體育中心體育場           |      |
| 74   | 2007年11月4日  | 中国             | 四川省綿陽市         | 綿陽南河體育中心             |      |
| 75   | 2007年11月9日  | 中国             | 廣東省中山市         | 中山體育場                   |      |
| 76   | 2007年11月11日 | 中国             | 雲南省昆明市         | 拓東體育場                   |      |
| 77   | 2007年11月16日 | 中国             | 海南省海口市         | 海口世紀廣場                 |      |
| 78   | 2007年11月18日 | 中国             | 貴州省貴陽市         | 貴陽新體育場                 | 加場 |
| 79   | 2007年11月23日 | 中国             | 廣東省韶關市         | 西河體育中心體育場           |      |
| 80   | 2007年11月29日 | 中国             | 廣東省深圳市         | 深圳體育場                   | 加場 |
| 81   | 2007年12月1日  | 中国             | 上海市               | 上海體育場                   | 加場 |
| 82   | 2007年12月6日  | 中国             | 廣西省桂林市         | 桂林市體育中心               |      |
| 83   | 2007年12月9日  | 中国             | 四川省成都市         | 成都体育中心                 | 加場 |
| 84   | 2007年12月12日 | 中国             | 廣東省珠海市         | 珠海體育中心體育場           |      |
| 85   | 2007年12月16日 | 美国             | 新澤西州大西洋城     | 印度宮殿大酒店               | 加場 |
| 86   | 2007年12月16日 | 美国             | 新澤西州大西洋城     | 印度宮殿大酒店               | 加場 |
| 87   | 2007年12月19日 | 加拿大           | 安大略省多倫多       | 加拿大航空中心               | 加場 |
| 88   | 2007年12月22日 | 美国             | 內華達州拉斯維加斯   | 凱撒皇宮大酒店羅馬大劇場     | 加場 |
| 89   | 2007年12月22日 | 美国             | 內華達州拉斯維加斯   | 凱撒皇宮大酒店羅馬大劇場     | 加場 |
| 90   | 2007年12月29日 | 中国             | 廣東省廣州市         | 天河體育場                   | 加場 |
| 91   | 2007年12月30日 | 中国             | 廣東省廣州市         | 天河體育場                   | 加場 |
| 92   | 2008年1月5日   | 新加坡           | 新加坡               | 新加坡室內體育館             | 加場 |
| 93   | 2008年1月6日   | 新加坡           | 新加坡               | 新加坡室內體育館             | 加場 |
| 94   | 2008年1月9日   | 新西兰           | 奧克蘭               | Vector Arena                 |      |
| 95   | 2008年1月12日  | 臺灣             | 臺北市               | 台北小巨蛋                   | 加場 |
| 96   | 2008年1月13日  | 臺灣             | 臺北市               | 台北小巨蛋                   | 加場 |
| 97   | 2008年1月18日  | 马来西亚         | 彭亨雲頂高原         | 雲星劇場                     |      |
| 98   | 2008年1月19日  | 马来西亚         | 彭亨雲頂高原         | 雲星劇場                     |      |
| 99   | 2008年1月20日  | 马来西亚         | 彭亨雲頂高原         | 雲星劇場                     |      |
| 100  | 2008年1月25日  | 香港特別行政區   | 香港特別行政區       | 西九龍中天地                 | 加场 |
| 101  | 2008年1月26日  | 香港特別行政區   | 香港特別行政區       | 西九龍中天地                 | 加场 |
| 102  | 2008年1月27日  | 香港特別行政區   | 香港特別行政區       | 西九龍中天地                 | 加场 |
| 103  | 2008年2月1日   | 香港特別行政區   | 香港特別行政區       | 西九龍中天地                 | 加场 |
| 104  | 2008年2月2日   | 香港特別行政區   | 香港特別行政區       | 西九龍中天地                 | 加场 |
| 105  | 2008年2月3日   | 香港特別行政區   | 香港特別行政區       | 西九龍中天地                 | 加场 |

### 2010-2012 張學友1/2世紀世界巡迴演唱會（146場）
| 場次 | 日期           | 國家／地區       | 城市                   | 場館                         | 備註 |
| ---- | -------------- | ---------------- | ---------------------- | ---------------------------- | ---- |
| 1    | 2010年12月30日 | 中国             | 上海市                 | 上海世博文化中心             |      |
| 2    | 2010年12月31日 | 中国             | 上海市                 | 上海世博文化中心             |      |
| 3    | 2011年1月1日   | 中国             | 上海市                 | 上海世博文化中心             |      |
| 4    | 2011年1月2日   | 中国             | 上海市                 | 上海世博文化中心             |      |
| 5    | 2011年1月3日   | 中国             | 上海市                 | 上海世博文化中心             |      |
| 6    | 2011年1月13日  | 中国             | 廣東省廣州市           | 廣州國際體育演藝中心         |      |
| 7    | 2011年1月14日  | 中国             | 廣東省廣州市           | 廣州國際體育演藝中心         |      |
| 8    | 2011年1月15日  | 中国             | 廣東省廣州市           | 廣州國際體育演藝中心         |      |
| 9    | 2011年1月16日  | 中国             | 廣東省廣州市           | 廣州國際體育演藝中心         |      |
| 10   | 2011年1月17日  | 中国             | 廣東省廣州市           | 廣州國際體育演藝中心         |      |
| 11   | 2011年1月21日  | 中国             | 北京市                 | 五棵松體育館                 |      |
| 12   | 2011年1月22日  | 中国             | 北京市                 | 五棵松體育館                 |      |
| 13   | 2011年1月23日  | 中国             | 北京市                 | 五棵松體育館                 |      |
| 14   | 2011年1月28日  | 中国             | 四川省成都市           | 四川省體育館                 |      |
| 15   | 2011年1月29日  | 中国             | 四川省成都市           | 四川省體育館                 |      |
| 16   | 2011年1月30日  | 中国             | 四川省成都市           | 四川省體育館                 |      |
| 17   | 2011年2月6日   | 美国             | 內華達州拉斯維加斯     | 凱撒皇宮大酒店羅馬大劇場     |      |
| 18   | 2011年2月7日   | 美国             | 內華達州拉斯維加斯     | 凱撒皇宮大酒店羅馬大劇場     |      |
| 19   | 2011年2月8日   | 美国             | 內華達州拉斯維加斯     | 凱撒皇宮大酒店羅馬大劇場     |      |
| 20   | 2011年2月26日  | 中国             | 福建省廈門市           | 廈門體育中心體育場           |      |
| 21   | 2011年2月27日  | 中国             | 福建省泉州市           | 泉州海峡體育中心體育場       |      |
| 22   | 2011年3月4日   | 中国             | 浙江省温州市           | 温州體育中心體育場           |      |
| 23   | 2011年3月6日   | 中国             | 浙江省杭州市           | 黄龍體育中心體育場           |      |
| 24   | 2011年3月11日  | 中国             | 浙江省台州市           | 台州體育中心體育場           |      |
| 25   | 2011年3月13日  | 中国             | 福建省福州市           | 福建體育中心體育場           |      |
| 26   | 2011年3月18日  | 中国             | 江蘇省蘇州市           | 蘇州體育中心體育場           |      |
| 27   | 2011年3月20日  | 中国             | 江蘇省常熟市           | 常熟體育中心體育場           |      |
| 28   | 2011年3月25日  | 中国             | 江蘇省泰州市           | 泰州體育中心田徑場           |      |
| 29   | 2011年3月26日  | 中国             | 江蘇省南通市           | 南通體育會展中心體育場       |      |
| 30   | 2011年4月1日   | 中国             | 江蘇省江陰市           | 江陰體育中心體育場           |      |
| 31   | 2011年4月3日   | 中国             | 重慶市                 | 重慶奧體中心                 |      |
| 32   | 2011年4月14日  | 香港特別行政區   | 香港特別行政區         | 紅磡香港體育館               |      |
| 33   | 2011年4月15日  | 香港特別行政區   | 香港特別行政區         | 紅磡香港體育館               |      |
| 34   | 2011年4月16日  | 香港特別行政區   | 香港特別行政區         | 紅磡香港體育館               |      |
| 35   | 2011年4月17日  | 香港特別行政區   | 香港特別行政區         | 紅磡香港體育館               |      |
| 36   | 2011年4月18日  | 香港特別行政區   | 香港特別行政區         | 紅磡香港體育館               |      |
| 37   | 2011年4月21日  | 香港特別行政區   | 香港特別行政區         | 紅磡香港體育館               |      |
| 38   | 2011年4月22日  | 香港特別行政區   | 香港特別行政區         | 紅磡香港體育館               |      |
| 39   | 2011年4月23日  | 香港特別行政區   | 香港特別行政區         | 紅磡香港體育館               |      |
| 40   | 2011年4月24日  | 香港特別行政區   | 香港特別行政區         | 紅磡香港體育館               |      |
| 41   | 2011年4月25日  | 香港特別行政區   | 香港特別行政區         | 紅磡香港體育館               |      |
| 42   | 2011年4月28日  | 香港特別行政區   | 香港特別行政區         | 紅磡香港體育館               |      |
| 43   | 2011年4月29日  | 香港特別行政區   | 香港特別行政區         | 紅磡香港體育館               |      |
| 44   | 2011年4月30日  | 香港特別行政區   | 香港特別行政區         | 紅磡香港體育館               |      |
| 45   | 2011年5月1日   | 香港特別行政區   | 香港特別行政區         | 紅磡香港體育館               |      |
| 46   | 2011年5月2日   | 香港特別行政區   | 香港特別行政區         | 紅磡香港體育館               |      |
| 47   | 2011年5月6日   | 香港特別行政區   | 香港特別行政區         | 紅磡香港體育館               |      |
| 48   | 2011年5月7日   | 香港特別行政區   | 香港特別行政區         | 紅磡香港體育館               |      |
| 49   | 2011年5月8日   | 香港特別行政區   | 香港特別行政區         | 紅磡香港體育館               |      |
| 50   | 2011年5月9日   | 香港特別行政區   | 香港特別行政區         | 紅磡香港體育館               |      |
| 51   | 2011年5月10日  | 香港特別行政區   | 香港特別行政區         | 紅磡香港體育館               |      |
| 52   | 2011年5月20日  | 中国             | 江蘇省南京市           | 五台山體育場                 |      |
| 53   | 2011年5月22日  | 中国             | 江蘇省常州市           | 常州奥體中心體育場           |      |
| 54   | 2011年5月27日  | 中国             | 河南省鄭州市           | 河南體育中心                 |      |
| 55   | 2011年5月29日  | 中国             | 安徽省合肥市           | 合肥奧體中心體育場           |      |
| 56   | 2011年6月3日   | 中国             | 四川省綿陽市           | 綿陽南河體育中心             |      |
| 57   | 2011年6月5日   | 中国             | 山東省青島市           | 青岛体育中心国信体育馆       |      |
| 58   | 2011年6月10日  | 中国             | 四川省自貢市           | 自貢南湖體育場               |      |
| 59   | 2011年6月12日  | 中国             | 遼寧省大連市           | 大連金州體育場               |      |
| 60   | 2011年6月17日  | 中国             | 雲南省昆明市           | 拓東體育場                   |      |
| 61   | 2011年6月19日  | 中国             | 遼寧省瀋陽市           | 瀋陽奧體中心                 |      |
| 62   | 2011年6月26日  | 中国             | 黑龍江省哈爾濱市       | 哈尔滨国际会展中心体育场     |      |
| 63   | 2011年7月1日   | 中国             | 廣西壯族自治區柳州市   | 柳州體育中心體育場           |      |
| 64   | 2011年7月3日   | 中国             | 吉林省長春市           | 長春南嶺體育場               |      |
| 65   | 2011年7月8日   | 中国             | 廣西壯族自治區南寧市   | 廣西體育中心體育場           |      |
| 66   | 2011年8月18日  | 臺灣             | 臺北市                 | 台北小巨蛋                   |      |
| 67   | 2011年8月19日  | 臺灣             | 臺北市                 | 台北小巨蛋                   |      |
| 68   | 2011年8月20日  | 臺灣             | 臺北市                 | 台北小巨蛋                   |      |
| 69   | 2011年8月21日  | 臺灣             | 臺北市                 | 台北小巨蛋                   |      |
| 70   | 2011年8月26日  | 新加坡           | 新加坡                 | 新加坡室內體育館             |      |
| 71   | 2011年8月27日  | 新加坡           | 新加坡                 | 新加坡室內體育館             |      |
| 72   | 2011年8月28日  | 新加坡           | 新加坡                 | 新加坡室內體育館             |      |
| 73   | 2011年8月29日  | 新加坡           | 新加坡                 | 新加坡室內體育館             |      |
| 74   | 2011年8月30日  | 新加坡           | 新加坡                 | 新加坡室內體育館             |      |
| 75   | 2011年9月3日   | 中国             | 內蒙古自治區呼和浩特市 | 呼和浩特新建體育場           |      |
| 76   | 2011年9月9日   | 中国             | 湖南省長沙市           | 賀龍體育中心體育場           |      |
| 77   | 2011年9月11日  | 中国             | 內蒙古自治區包頭市     | 包頭奧體中心                 |      |
| 78   | 2011年9月16日  | 中国             | 江西省宜春市           | 宜春體育中心                 |      |
| 79   | 2011年9月18日  | 中国             | 内蒙古自治区鄂尔多斯市 | 東勝全民健身活動中心主體育場 |      |
| 80   | 2011年9月22日  | 中国             | 湖北省武漢市           | 武漢沌口體育中心體育場       |      |
| 81   | 2011年9月25日  | 中国             | 陕西省西安市           | 陕西省体育场                 |      |
| 82   | 2011年10月1日  |                  | 新南威爾士州悉尼       | 悉尼娛樂中心                 |      |
| 83   | 2011年10月4日  | 維多利亞州墨爾本 | 海信競技場             |                              |      |
| 84   | 2011年10月8日  | 中国             | 寧夏回族自治區銀川市   | 寧夏體育場                   |      |
| 85   | 2011年10月14日 | 中国             | 四川省成都市           | 成都體育中心                 | 加場 |
| 86   | 2011年10月16日 | 中国             | 天津市                 | 天津奧林匹克中心體育場       |      |
| 87   | 2011年10月21日 | 中国             | 四川省宜賓市           | 宜賓體育中心南岸體育場       |      |
| 88   | 2011年10月23日 | 中国             | 河北省石家莊市         | 裕彤體育中心                 |      |
| 89   | 2011年10月28日 | 中国             | 贵州省贵阳市           | 贵阳奥体中心                 |      |
| 90   | 2011年10月30日 | 中国             | 廣東省珠海市           | 珠海体育中心                 |      |
| 91   | 2011年11月4日  | 中国             | 四川省攀枝花市         | 攀枝花體育中心               |      |
| 92   | 2011年11月6日  | 中国             | 江西省南昌市           | 八一體育場                   |      |
| 93   | 2011年11月11日 | 中国             | 四川省達州市           | 達州體育中心                 |      |
| 94   | 2011年11月13日 | 中国             | 廣西壯族自治區桂林市   | 桂林體育中心                 |      |
| 95   | 2011年11月18日 | 中国             | 湖北省宜昌市           | 宜昌體育場                   |      |
| 96   | 2011年11月20日 | 中国             | 廣東省佛山市           | 佛山世紀蓮體育中心           |      |
| 97   | 2011年11月25日 | 中国             | 廣東省惠州市           | 惠州市奧林匹克體育場         |      |
| 98   | 2011年11月26日 | 中国             | 廣東省東莞市           | 東莞體育中心體育場           |      |
| 99   | 2011年12月2日  | 中国             | 廣東省肇慶市           | 肇慶體育場                   |      |
| 100  | 2011年12月3日  | 中国             | 廣東省中山市           | 興中體育場                   |      |
| 101  | 2011年12月8日  | 马来西亚         | 吉隆坡                 | 武吉加里爾布特拉室體育館     |      |
| 102  | 2011年12月9日  | 马来西亚         | 吉隆坡                 | 武吉加里爾布特拉室體育館     |      |
| 103  | 2011年12月10日 | 马来西亚         | 吉隆坡                 | 武吉加里爾布特拉室體育館     |      |
| 104  | 2011年12月11日 | 马来西亚         | 吉隆坡                 | 武吉加里爾布特拉室體育館     |      |
| 105  | 2011年12月29日 | 澳門特別行政區   | 澳門特別行政區         | 澳門威尼斯人金光綜藝館       |      |
| 106  | 2011年12月30日 | 澳門特別行政區   | 澳門特別行政區         | 澳門威尼斯人金光綜藝館       |      |
| 107  | 2011年12月31日 | 澳門特別行政區   | 澳門特別行政區         | 澳門威尼斯人金光綜藝館       |      |
| 108  | 2012年1月1日   | 澳門特別行政區   | 澳門特別行政區         | 澳門威尼斯人金光綜藝館       |      |
| 109  | 2012年1月13日  | 加拿大           | 不列顛哥倫比亞省溫哥華 | 羅渣士體育館                 |      |
| 110  | 2012年1月16日  | 加拿大           | 安大略省多倫多         | 加拿大航空中心               |      |
| 111  | 2012年2月10日  | 臺灣             | 高雄市                 | 高雄巨蛋                     |      |
| 112  | 2012年2月11日  | 臺灣             | 高雄市                 | 高雄巨蛋                     |      |
| 113  | 2012年2月17日  | 中国             | 廣東省湛江市           | 湛江體育中心體育場           |      |
| 114  | 2012年2月19日  | 中国             | 廣西壯族自治區南寧市   | 廣西體育中心                 | 加場 |
| 115  | 2012年2月24日  | 中国             | 廣東省廣州市           | 天河體育中心                 | 加場 |
| 116  | 2012年2月25日  | 中国             | 廣東省廣州市           | 天河體育中心                 | 加場 |
| 117  | 2012年3月2日   | 中国             | 廣東省深圳市           | 深圳灣體育中心               |      |
| 118  | 2012年3月4日   | 中国             | 福建省莆田市           | 莆田體育中心體育場           |      |
| 119  | 2012年3月10日  | 中国             | 浙江省杭州市           | 黄龍體育場                   | 加場 |
| 120  | 2012年3月11日  | 中国             | 浙江省嘉興市           | 嘉興體育場                   |      |
| 121  | 2012年3月16日  | 中国             | 浙江省麗水市           | 麗水體育中心體育場           |      |
| 122  | 2012年3月18日  | 中国             | 浙江省寧波市           | 寧波富邦體育場               |      |
| 123  | 2012年3月23日  | 中国             | 上海市                 | 上海體育場                   | 加場 |
| 124  | 2012年3月24日  | 中国             | 上海市                 | 上海體育場                   | 加場 |
| 125  | 2012年3月25日  | 中国             | 江蘇省無錫市           | 無錫體育中心體育場           |      |
| 126  | 2012年3月30日  | 中国             | 湖南省株洲市           | 株洲体育中心                 |      |
| 127  | 2012年4月1日   | 中国             | 安徽省合肥市           | 合肥奧體中心                 | 加場 |
| 128  | 2012年4月13日  | 中国             | 贵州省遵义市           | 遵义汇川体育场               |      |
| 129  | 2012年4月15日  | 中国             | 浙江省慈溪市           | 慈溪體育中心體育場           |      |
| 130  | 2012年4月20日  | 中国             | 重慶市                 | 重慶奧體中心                 | 加場 |
| 131  | 2012年4月22日  | 中国             | 河南省洛陽市           | 洛陽新區體育場               |      |
| 132  | 2012年4月27日  | 中国             | 四川省南充市           | 南充体育场                   |      |
| 133  | 2012年4月29日  | 中国             | 山東省濟南市           | 濟南奥體中心體育場           |      |
| 134  | 2012年5月4日   | 中国             | 四川省成都市           | 成都體育中心                 | 加場 |
| 135  | 2012年5月6日   | 中国             | 北京市                 | 北京工人體育場               |      |
| 136  | 2012年5月12日  | 马来西亚         | 吉隆坡                 | 默迪卡體育場                 |      |
| 137  | 2012年5月18日  | 香港特別行政區   | 香港特別行政區         | 亞洲國際博覽館               |      |
| 138  | 2012年5月19日  | 香港特別行政區   | 香港特別行政區         | 亞洲國際博覽館               |      |
| 139  | 2012年5月20日  | 香港特別行政區   | 香港特別行政區         | 亞洲國際博覽館               |      |
| 140  | 2012年5月22日  | 香港特別行政區   | 香港特別行政區         | 亞洲國際博覽館               |      |
| 141  | 2012年5月23日  | 香港特別行政區   | 香港特別行政區         | 亞洲國際博覽館               |      |
| 142  | 2012年5月25日  | 香港特別行政區   | 香港特別行政區         | 亞洲國際博覽館               |      |
| 143  | 2012年5月26日  | 香港特別行政區   | 香港特別行政區         | 亞洲國際博覽館               |      |
| 144  | 2012年5月27日  | 香港特別行政區   | 香港特別行政區         | 亞洲國際博覽館               |      |
| 145  | 2012年5月29日  | 香港特別行政區   | 香港特別行政區         | 亞洲國際博覽館               |      |
| 146  | 2012年5月30日  | 香港特別行政區   | 香港特別行政區         | 亞洲國際博覽館               |      |

### 2016-2019 學友·經典世界巡迴演唱會（233場）
| 場次             | 日期           | 國家／地區       | 城市                   | 場館                     | 備註                                                                       |
| 第一階段：亞洲   | 第一階段：亞洲 | 第一階段：亞洲   | 第一階段：亞洲         | 第一階段：亞洲           | 第一階段：亞洲                                                             |
| ---------------- | -------------- | ---------------- | ---------------------- | ------------------------ | -------------------------------------------------------------------------- |
| 1                | 2016年10月21日 | 中国             | 北京市                 | 樂視體育生態中心         | 室內                                                                       |
| 2                | 2016年10月22日 | 中国             | 北京市                 | 樂視體育生態中心         | 室內                                                                       |
| 3                | 2016年10月23日 | 中国             | 北京市                 | 樂視體育生態中心         | 室內                                                                       |
| 4                | 2016年10月28日 | 中国             | 重慶市                 | 重慶國際博覽中心         | 室內                                                                       |
| 5                | 2016年10月29日 | 中国             | 重慶市                 | 重慶國際博覽中心         | 室內                                                                       |
| 6                | 2016年10月30日 | 中国             | 重慶市                 | 重慶國際博覽中心         | 室內                                                                       |
| 7                | 2016年11月4日  | 中国             | 廣東省深圳市           | 深圳灣體育中心           | 室內                                                                       |
| 8                | 2016年11月5日  | 中国             | 廣東省深圳市           | 深圳灣體育中心           | 室內                                                                       |
| 9                | 2016年11月6日  | 中国             | 廣東省深圳市           | 深圳灣體育中心           | 室內                                                                       |
| 10               | 2016年11月11日 | 中国             | 廣東省廣州市           | 廣州國際體育演藝中心     | 室內                                                                       |
| 11               | 2016年11月12日 | 中国             | 廣東省廣州市           | 廣州國際體育演藝中心     | 室內                                                                       |
| 12               | 2016年11月13日 | 中国             | 廣東省廣州市           | 廣州國際體育演藝中心     | 室內                                                                       |
| 13               | 2016年11月18日 | 中国             | 上海市                 | 梅赛德斯-奔驰文化中心    | 室內                                                                       |
| 14               | 2016年11月19日 | 中国             | 上海市                 | 梅赛德斯-奔驰文化中心    | 室內                                                                       |
| 15               | 2016年11月20日 | 中国             | 上海市                 | 梅赛德斯-奔驰文化中心    | 室內                                                                       |
| 16               | 2016年11月25日 | 中国             | 湖北省武漢市           | 武漢光谷國際網球中心     | 室內                                                                       |
| 17               | 2016年11月26日 | 中国             | 湖北省武漢市           | 武漢光谷國際網球中心     | 室內                                                                       |
| 18               | 2016年11月27日 | 中国             | 湖北省武漢市           | 武漢光谷國際網球中心     | 室內                                                                       |
| 19               | 2016年12月4日  | 香港特別行政區   | 香港特別行政區         | 紅磡香港體育館           | 室內 基於交通管制問題，12月31日場次提前於19:30-22:30舉行，不設跨年倒數環節 |
| 20               | 2016年12月5日  | 香港特別行政區   | 香港特別行政區         | 紅磡香港體育館           | 室內 基於交通管制問題，12月31日場次提前於19:30-22:30舉行，不設跨年倒數環節 |
| 21               | 2016年12月6日  | 香港特別行政區   | 香港特別行政區         | 紅磡香港體育館           | 室內 基於交通管制問題，12月31日場次提前於19:30-22:30舉行，不設跨年倒數環節 |
| 22               | 2016年12月8日  | 香港特別行政區   | 香港特別行政區         | 紅磡香港體育館           | 室內 基於交通管制問題，12月31日場次提前於19:30-22:30舉行，不設跨年倒數環節 |
| 23               | 2016年12月9日  | 香港特別行政區   | 香港特別行政區         | 紅磡香港體育館           | 室內 基於交通管制問題，12月31日場次提前於19:30-22:30舉行，不設跨年倒數環節 |
| 24               | 2016年12月10日 | 香港特別行政區   | 香港特別行政區         | 紅磡香港體育館           | 室內 基於交通管制問題，12月31日場次提前於19:30-22:30舉行，不設跨年倒數環節 |
| 25               | 2016年12月12日 | 香港特別行政區   | 香港特別行政區         | 紅磡香港體育館           | 室內 基於交通管制問題，12月31日場次提前於19:30-22:30舉行，不設跨年倒數環節 |
| 26               | 2016年12月13日 | 香港特別行政區   | 香港特別行政區         | 紅磡香港體育館           | 室內 基於交通管制問題，12月31日場次提前於19:30-22:30舉行，不設跨年倒數環節 |
| 27               | 2016年12月14日 | 香港特別行政區   | 香港特別行政區         | 紅磡香港體育館           | 室內 基於交通管制問題，12月31日場次提前於19:30-22:30舉行，不設跨年倒數環節 |
| 28               | 2016年12月16日 | 香港特別行政區   | 香港特別行政區         | 紅磡香港體育館           | 室內 基於交通管制問題，12月31日場次提前於19:30-22:30舉行，不設跨年倒數環節 |
| 29               | 2016年12月17日 | 香港特別行政區   | 香港特別行政區         | 紅磡香港體育館           | 室內 基於交通管制問題，12月31日場次提前於19:30-22:30舉行，不設跨年倒數環節 |
| 30               | 2016年12月18日 | 香港特別行政區   | 香港特別行政區         | 紅磡香港體育館           | 室內 基於交通管制問題，12月31日場次提前於19:30-22:30舉行，不設跨年倒數環節 |
| 31               | 2016年12月20日 | 香港特別行政區   | 香港特別行政區         | 紅磡香港體育館           | 室內 基於交通管制問題，12月31日場次提前於19:30-22:30舉行，不設跨年倒數環節 |
| 32               | 2016年12月21日 | 香港特別行政區   | 香港特別行政區         | 紅磡香港體育館           | 室內 基於交通管制問題，12月31日場次提前於19:30-22:30舉行，不設跨年倒數環節 |
| 33               | 2016年12月22日 | 香港特別行政區   | 香港特別行政區         | 紅磡香港體育館           | 室內 基於交通管制問題，12月31日場次提前於19:30-22:30舉行，不設跨年倒數環節 |
| 34               | 2016年12月24日 | 香港特別行政區   | 香港特別行政區         | 紅磡香港體育館           | 室內 基於交通管制問題，12月31日場次提前於19:30-22:30舉行，不設跨年倒數環節 |
| 35               | 2016年12月25日 | 香港特別行政區   | 香港特別行政區         | 紅磡香港體育館           | 室內 基於交通管制問題，12月31日場次提前於19:30-22:30舉行，不設跨年倒數環節 |
| 36               | 2016年12月26日 | 香港特別行政區   | 香港特別行政區         | 紅磡香港體育館           | 室內 基於交通管制問題，12月31日場次提前於19:30-22:30舉行，不設跨年倒數環節 |
| 37               | 2016年12月28日 | 香港特別行政區   | 香港特別行政區         | 紅磡香港體育館           | 室內 基於交通管制問題，12月31日場次提前於19:30-22:30舉行，不設跨年倒數環節 |
| 38               | 2016年12月29日 | 香港特別行政區   | 香港特別行政區         | 紅磡香港體育館           | 室內 基於交通管制問題，12月31日場次提前於19:30-22:30舉行，不設跨年倒數環節 |
| 39               | 2016年12月31日 | 香港特別行政區   | 香港特別行政區         | 紅磡香港體育館           | 室內 基於交通管制問題，12月31日場次提前於19:30-22:30舉行，不設跨年倒數環節 |
| 40               | 2017年1月1日   | 香港特別行政區   | 香港特別行政區         | 紅磡香港體育館           | 室內 基於交通管制問題，12月31日場次提前於19:30-22:30舉行，不設跨年倒數環節 |
| 41               | 2017年1月2日   | 香港特別行政區   | 香港特別行政區         | 紅磡香港體育館           | 室內 基於交通管制問題，12月31日場次提前於19:30-22:30舉行，不設跨年倒數環節 |
| 42               | 2017年1月6日   | 中国             | 廣東省佛山市           | 嶺南明珠體育館           | 室內                                                                       |
| 43               | 2017年1月7日   | 中国             | 廣東省佛山市           | 嶺南明珠體育館           | 室內                                                                       |
| 44               | 2017年1月8日   | 中国             | 廣東省佛山市           | 嶺南明珠體育館           | 室內                                                                       |
| 45               | 2017年1月13日  | 中国             | 廣東省東莞市           | 東風日產文體中心         | 室內                                                                       |
| 46               | 2017年1月14日  | 中国             | 廣東省東莞市           | 東風日產文體中心         | 室內                                                                       |
| 47               | 2017年1月20日  | 中国             | 江蘇省無錫市           | 無錫體育中心體育館       | 室內                                                                       |
| 48               | 2017年1月21日  | 中国             | 江蘇省無錫市           | 無錫體育中心體育館       | 室內                                                                       |
| 49               | 2017年1月22日  | 中国             | 江蘇省無錫市           | 無錫體育中心體育館       | 室內                                                                       |
| 50               | 2017年2月11日  | 臺灣             | 臺北市                 | 台北小巨蛋               | 室內                                                                       |
| 51               | 2017年2月12日  | 臺灣             | 臺北市                 | 台北小巨蛋               | 室內                                                                       |
| 52               | 2017年2月13日  | 臺灣             | 臺北市                 | 台北小巨蛋               | 室內                                                                       |
| 53               | 2017年2月17日  | 臺灣             | 臺北市                 | 台北小巨蛋               | 室內                                                                       |
| 54               | 2017年2月18日  | 臺灣             | 臺北市                 | 台北小巨蛋               | 室內                                                                       |
| 55               | 2017年2月19日  | 臺灣             | 臺北市                 | 台北小巨蛋               | 室內                                                                       |
| 56               | 2017年2月24日  | 新加坡           | 新加坡                 | 新加坡室內體育館         | 室內                                                                       |
| 57               | 2017年2月25日  | 新加坡           | 新加坡                 | 新加坡室內體育館         | 室內                                                                       |
| 58               | 2017年2月26日  | 新加坡           | 新加坡                 | 新加坡室內體育館         | 室內                                                                       |
| 59               | 2017年3月10日  | 中国             | 上海市                 | 梅赛德斯-奔驰文化中心    | 加場(室內)                                                                 |
| 60               | 2017年3月11日  | 中国             | 上海市                 | 梅赛德斯-奔驰文化中心    | 加場(室內)                                                                 |
| 61               | 2017年3月12日  | 中国             | 上海市                 | 梅赛德斯-奔驰文化中心    | 加場(室內)                                                                 |
| 62               | 2017年3月24日  | 中国             | 廣東省惠州市           | 惠州奥體中心體育場       | 室外                                                                       |
| 63               | 2017年3月25日  | 中国             | 廣東省珠海市           | 珠海體育中心體育場       | 室外                                                                       |
| 64               | 2017年3月31日  | 中国             | 福建省福州市           | 福州海峽奧體中心體育場   | 室外                                                                       |
| 65               | 2017年4月1日   | 中国             | 福建省泉州市           | 泉州海峽體育中心體育場   | 室外                                                                       |
| 66               | 2017年4月7日   | 中国             | 浙江省台州市           | 台州體育中心體育場       | 室外                                                                       |
| 67               | 2017年4月8日   | 中国             | 浙江省麗水市           | 麗水體育中心體育場       | 室外                                                                       |
| 68               | 2017年4月14日  | 中国             | 浙江省義烏市           | 義烏梅湖體育中心         | 室外                                                                       |
| 69               | 2017年4月15日  | 中国             | 浙江省紹興市           | 紹興體育中心             | 室外                                                                       |
| 70               | 2017年4月21日  | 中国             | 江蘇省南通市           | 南通體育會展中心體育場   | 室外                                                                       |
| 71               | 2017年4月22日  | 中国             | 江蘇省蘇州市           | 蘇州體育中心體育場       | 室外                                                                       |
| 72               | 2017年4月28日  | 中国             | 浙江省慈溪市           | 慈溪體育中心體育場       | 室外                                                                       |
| 73               | 2017年4月29日  | 中国             | 江蘇省常熟市           | 常熟體育中心體育場       | 室外                                                                       |
| 74               | 2017年5月5日   | 中国             | 江蘇省揚州市           | 揚州體育公園體育場       | 室外                                                                       |
| 75               | 2017年5月6日   | 中国             | 江蘇省常州市           | 常州奧體中心新城體育場   | 室外                                                                       |
| 76               | 2017年5月12日  | 中国             | 江蘇省鹽城市           | 城南體育中心體育場       | 室外                                                                       |
| 77               | 2017年5月13日  | 中国             | 江蘇省徐州市           | 徐州奧體中心體育場       | 室外                                                                       |
| 78               | 2017年5月19日  | 中国             | 江蘇省鎮江市           | 鎮江體育會展中心         | 室外                                                                       |
| 79               | 2017年5月20日  | 中国             | 安徽省合肥市           | 合肥奧體中心體育場       | 室外                                                                       |
| 80               | 2017年5月28日  | 中国             | 四川省達州市           | 達州體育中心             | 室外                                                                       |
| 81               | 2017年6月3日   | 中国             | 貴州省貴陽市           | 貴陽奧體中心             | 室外                                                                       |
| 82               | 2017年6月4日   | 中国             | 貴州省貴陽市           | 貴陽奧體中心             | 室外                                                                       |
| 83               | 2017年6月9日   | 中国             | 廣東省中山市           | 中山體育中心體育場       | 室外                                                                       |
| 84               | 2017年6月10日  | 中国             | 廣東省中山市           | 中山體育中心體育場       | 室外                                                                       |
| 85               | 2017年6月16日  | 中国             | 河南省鄭州市           | 河南體育中心體育場       | 室外                                                                       |
| 86               | 2017年6月17日  | 中国             | 河南省鄭州市           | 河南體育中心體育場       | 室外                                                                       |
| 87               | 2017年6月23日  | 中国             | 內蒙古自治區包頭市     | 包头奥体中心体育场       | 室外                                                                       |
| 88               | 2017年6月25日  | 中国             | 山西省太原市           | 太原紅燈籠體育場         | 室外                                                                       |
| 89               | 2017年6月30日  | 中国             | 山東省濟南市           | 山东体育中心体育场       | 室外                                                                       |
| 90               | 2017年7月1日   | 中国             | 山東省濟寧市           | 济宁体育中心体育场       | 室外                                                                       |
| 91               | 2017年7月15日  | 中国             | 黑龍江省哈爾濱市       | 哈爾濱國際會展中心體育場 | 室外                                                                       |
| 92               | 2017年7月16日  | 中国             | 黑龍江省大慶市         | 大慶體育場               | 室外                                                                       |
| 93               | 2017年8月11日  | 澳門特別行政區   | 澳門特別行政區         | 澳門威尼斯人金光綜藝館   | 室內                                                                       |
| 94               | 2017年8月12日  | 澳門特別行政區   | 澳門特別行政區         | 澳門威尼斯人金光綜藝館   | 室內                                                                       |
| 95               | 2017年8月13日  | 澳門特別行政區   | 澳門特別行政區         | 澳門威尼斯人金光綜藝館   | 室內                                                                       |
| 96               | 2017年8月18日  | 澳門特別行政區   | 澳門特別行政區         | 澳門威尼斯人金光綜藝館   | 室內                                                                       |
| 97               | 2017年8月19日  | 澳門特別行政區   | 澳門特別行政區         | 澳門威尼斯人金光綜藝館   | 室內                                                                       |
| 98               | 2017年8月20日  | 澳門特別行政區   | 澳門特別行政區         | 澳門威尼斯人金光綜藝館   | 室內                                                                       |
| 99               | 2017年9月8日   | 中国             | 陕西省西安市           | 陝西省體育場             | 室外                                                                       |
| 100              | 2017年9月9日   | 中国             | 陕西省西安市           | 陝西省體育場             | 室外                                                                       |
| 101              | 2017年9月15日  | 中国             | 甘肅省臨夏市           | 臨夏奧體中心體育場       | 室外                                                                       |
| 102              | 2017年9月22日  | 中国             | 四川省成都市           | 雙流體育中心體育場       | 室外                                                                       |
| 103              | 2017年9月23日  | 中国             | 四川省成都市           | 雙流體育中心體育場       | 室外                                                                       |
| 104              | 2017年10月1日  | 中国             | 貴州省安順市           | 安順奧體育中心體育場     | 室外                                                                       |
| 105              | 2017年10月13日 | 中国             | 天津市                 | 天津奧體中心體育場       | 室外                                                                       |
| 106              | 2017年10月14日 | 中国             | 天津市                 | 天津奧體中心體育場       | 室外                                                                       |
| 107              | 2017年10月27日 | 中国             | 浙江省溫州市           | 溫州體育中心體育場       | 室外                                                                       |
| 108              | 2017年11月3日  | 中国             | 山東省臨沂市           | 臨沂大學體育場           | 室外                                                                       |
| 109              | 2017年11月4日  | 中国             | 江蘇省淮安市           | 淮安體育中心             | 室外                                                                       |
| 110              | 2017年11月10日 | 中国             | 江蘇省蘇州市           | 吳江體育場               | 加場(室外)                                                                 |
| 111              | 2017年11月11日 | 中国             | 浙江省杭州市           | 黃龍體育中心體育場       | 室外                                                                       |
| 112              | 2017年11月12日 | 中国             | 浙江省杭州市           | 黃龍體育中心體育場       | 室外                                                                       |
| 113              | 2017年11月17日 | 中国             | 福建省廈門市           | 廈門體育中心             | 室外                                                                       |
| 114              | 2017年11月18日 | 中国             | 福建省廈門市           | 廈門體育中心             | 室外                                                                       |
| 115              | 2017年11月24日 | 中国             | 湖南省衡陽市           | 衡陽體育中心             | 室外                                                                       |
| 116              | 2017年11月25日 | 中国             | 湖南省長沙市           | 賀龍體育中心體育場       | 室外                                                                       |
| 117              | 2017年11月26日 | 中国             | 湖南省長沙市           | 賀龍體育中心體育場       | 室外                                                                       |
| 118              | 2017年12月1日  | 中国             | 遼寧省大連市           | 大連體育中心體育館       | 室內                                                                       |
| 119              | 2017年12月2日  | 中国             | 遼寧省大連市           | 大連體育中心體育館       | 室內                                                                       |
| 120              | 2017年12月3日  | 中国             | 遼寧省大連市           | 大連體育中心體育館       | 室內                                                                       |
| 121              | 2017年12月9日  | 中国             | 廣東省深圳市           | 龍崗大運中心體育場       | 加場(室外)                                                                 |
| 122              | 2017年12月10日 | 中国             | 廣東省深圳市           | 龍崗大運中心體育場       | 加場(室外)                                                                 |
| 123              | 2017年12月15日 | 中国             | 江蘇省南京市           | 南京奧體中心             | 室內                                                                       |
| 124              | 2017年12月16日 | 中国             | 江蘇省南京市           | 南京奧體中心             | 室內                                                                       |
| 125              | 2017年12月17日 | 中国             | 江蘇省南京市           | 南京奧體中心             | 室內                                                                       |
| 126              | 2017年12月22日 | 中国             | 上海市                 | 梅赛德斯-奔驰文化中心    | 加場(室內)                                                                 |
| 127              | 2017年12月23日 | 中国             | 上海市                 | 梅赛德斯-奔驰文化中心    | 加場(室內)                                                                 |
| 128              | 2017年12月24日 | 中国             | 上海市                 | 梅赛德斯-奔驰文化中心    | 加場(室內)                                                                 |
| 129              | 2018年1月13日  | 泰國             | 曼谷市                 | Impact會展中心           | 室內                                                                       |
| 130              | 2018年1月14日  | 泰國             | 曼谷市                 | Impact會展中心           | 室內                                                                       |
| 131              | 2018年1月19日  | 中国             | 雲南省曲靖市           | 曲靖文體公園體育場       | 室外                                                                       |
| 132              | 2018年1月26日  | 马来西亚         | 吉隆坡                 | 亞通體育館               | 室內                                                                       |
| 133              | 2018年1月27日  | 马来西亚         | 吉隆坡                 | 亞通體育館               | 室內                                                                       |
| 134              | 2018年1月28日  | 马来西亚         | 吉隆坡                 | 亞通體育館               | 室內                                                                       |
| 第二階段：北美洲 |                |                  |                        |                          |                                                                            |
| 135              | 2018年2月2日   | 美国             | 康乃狄克州             | 康州金神體育館           | 室內                                                                       |
| 136              | 2018年2月3日   | 美国             | 康乃狄克州             | 康州金神體育館           | 室內                                                                       |
| 137              | 2018年2月4日   | 美国             | 康乃狄克州             | 康州金神體育館           | 室內                                                                       |
| 第三階段：亞洲   |                |                  |                        |                          |                                                                            |
| 138              | 2018年2月9日   | 新加坡           | 新加坡                 | 新加坡室內體育館         | 加場(室內)                                                                 |
| 139              | 2018年2月10日  | 新加坡           | 新加坡                 | 新加坡室內體育館         | 加場(室內)                                                                 |
| 140              | 2018年2月11日  | 新加坡           | 新加坡                 | 新加坡室內體育館         | 加場(室內)                                                                 |
| 第四階段：北美洲 |                |                  |                        |                          |                                                                            |
| 141              | 2018年2月17日  | 美国             | 內華達州拉斯維加斯     | 美高梅大花園體育館       | 室內                                                                       |
| 142              | 2018年2月18日  | 美国             | 內華達州拉斯維加斯     | 美高梅大花園體育館       | 室內                                                                       |
| 第五階段：大洋洲 |                |                  |                        |                          |                                                                            |
| 143              | 2018年3月9日   |                  | 新南威爾斯州悉尼       | 庫多斯銀行體育館         | 室內                                                                       |
| 144              | 2018年3月17日  | 維多利亞州墨爾本 | 羅德·拉沃競技場        |                          | 室內                                                                       |
| 第六階段：亞洲   |                |                  |                        |                          |                                                                            |
| 145              | 2018年3月24日  | 中国             | 廣東省湛江市           | 湛江體育中心體育場       | 室外                                                                       |
| 146              | 2018年3月30日  | 中国             | 廣西壯族自治區桂林市   | 桂林體育中心             | 室外                                                                       |
| 147              | 2018年4月1日   | 中国             | 浙江省紹興市           | 中國輕紡城體育中心體育場 | 加場(室外)                                                                 |
| 148              | 2018年4月6日   | 中国             | 江西省九江市           | 九江體育中心體育場       | 室外                                                                       |
| 149              | 2018年4月7日   | 中国             | 江西省南昌市           | 南昌國際體育中心體育場   | 室外                                                                       |
| 150              | 2018年4月13日  | 中国             | 廣東省佛山市           | 佛山世紀蓮體育中心       | 加場(室外)                                                                 |
| 151              | 2018年4月15日  | 中国             | 廣西壯族自治區梧州市   | 梧州中恆體育場           | 室外                                                                       |
| 152              | 2018年4月20日  | 臺灣             | 臺北市                 | 台北小巨蛋               | 加場(室內)                                                                 |
| 153              | 2018年4月21日  | 臺灣             | 臺北市                 | 台北小巨蛋               | 加場(室內)                                                                 |
| 154              | 2018年4月22日  | 臺灣             | 臺北市                 | 台北小巨蛋               | 加場(室內)                                                                 |
| 155              | 2018年4月27日  | 臺灣             | 臺北市                 | 台北小巨蛋               | 加場(室內)                                                                 |
| 156              | 2018年4月28日  | 臺灣             | 臺北市                 | 台北小巨蛋               | 加場(室內)                                                                 |
| 157              | 2018年4月29日  | 臺灣             | 臺北市                 | 台北小巨蛋               | 加場(室內)                                                                 |
| 158              | 2018年5月4日   | 中国             | 江西省贛州市           | 贛州章貢體育中心體育場   | 室外                                                                       |
| 159              | 2018年5月5日   | 中国             | 江西省贛州市           | 贛州章貢體育中心體育場   | 室外                                                                       |
| 160              | 2018年5月11日  | 中国             | 廣西壯族自治區柳州市   | 柳州體育中心體育場       | 室外                                                                       |
| 161              | 2018年5月12日  | 中国             | 廣西壯族自治區南寧市   | 广西体育中心             | 室外                                                                       |
| 162              | 2018年5月20日  | 中国             | 浙江省嘉興市           | 嘉興體育中心體育場       | 室外                                                                       |
| 163              | 2018年5月25日  | 中国             | 湖北省荊州市           | 荆州奥体中心体育场       | 室外                                                                       |
| 164              | 2018年5月26日  | 中国             | 湖北省荊州市           | 荆州奥体中心体育场       | 室外                                                                       |
| 165              | 2018年6月8日   | 中国             | 江西省上饒市           | 上饒奧林匹克中心         | 室外                                                                       |
| 166              | 2018年6月9日   | 中国             | 浙江省金華市           | 金华体育中心             | 室外                                                                       |
| 167              | 2018年6月15日  | 中国             | 湖南省株洲市           | 株洲體育中心體育場       | 室外                                                                       |
| 168              | 2018年6月16日  | 中国             | 湖南省郴州市           | 郴州體育中心體育場       | 室外                                                                       |
| 169              | 2018年6月23日  | 中国             | 湖北省武漢市           | 武漢光谷國際網球中心     | 加場(室內)                                                                 |
| 170              | 2018年6月24日  | 中国             | 湖北省武漢市           | 武漢光谷國際網球中心     | 加場(室內)                                                                 |
| 171              | 2018年6月30日  | 中国             | 遼寧省瀋陽市           | 瀋陽奧體中心體育場       | 室外                                                                       |
| 172              | 2018年7月1日   | 中国             | 遼寧省瀋陽市           | 瀋陽奧體中心體育場       | 室外                                                                       |
| 173              | 2018年7月6日   | 中国             | 內蒙古自治區呼和浩特市 | 呼和浩特體育場           | 室外                                                                       |
| 174              | 2018年7月8日   | 中国             | 河南省洛陽市           | 洛陽新區體育場           | 加場(室外)                                                                 |
| 175              | 2018年7月13日  | 中国             | 山東省威海市           | 威海体育中心体育场       | 室外                                                                       |
| 176              | 2018年8月11日  | 中国             | 廣東省東莞市           | 东风日产文化中心         | 加場(室內)                                                                 |
| 177              | 2018年8月12日  | 中国             | 廣東省東莞市           | 东风日产文化中心         | 加場(室內)                                                                 |
| 178              | 2018年8月17日  | 澳門特別行政區   | 澳門特別行政區         | 澳門威尼斯人金光綜藝館   | 加場(室內)                                                                 |
| 179              | 2018年8月18日  | 澳門特別行政區   | 澳門特別行政區         | 澳門威尼斯人金光綜藝館   | 加場(室內)                                                                 |
| 180              | 2018年8月19日  | 澳門特別行政區   | 澳門特別行政區         | 澳門威尼斯人金光綜藝館   | 加場(室內)                                                                 |
| 181              | 2018年8月24日  | 澳門特別行政區   | 澳門特別行政區         | 澳門威尼斯人金光綜藝館   | 加場(室內)                                                                 |
| 182              | 2018年8月25日  | 澳門特別行政區   | 澳門特別行政區         | 澳門威尼斯人金光綜藝館   | 加場(室內)                                                                 |
| 183              | 2018年8月30日  | 中国             | 江蘇省連雲港市         | 連雲港奧體中心體育場     | 室外                                                                       |
| 184              | 2018年9月7日   | 中国             | 貴州省遵義市           | 遵義奥體中心體育場       | 室外                                                                       |
| 185              | 2018年9月9日   | 中国             | 河南省焦作市           | 焦作太極奧體中心體育場   | 室外                                                                       |
| 186              | 2018年9月14日  | 中国             | 四川省成都市           | 雙流體育中心體育場       | 加場(室外)                                                                 |
| 187              | 2018年9月15日  | 中国             | 四川省成都市           | 雙流體育中心體育場       | 加場(室外)                                                                 |
| 188              | 2018年9月21日  | 中国             | 四川省遂寧市           | 遂寧奧體中心             | 室外                                                                       |
| 189              | 2018年9月22日  | 中国             | 四川省遂寧市           | 遂寧奧體中心             | 室外                                                                       |
| 190              | 2018年9月28日  | 中国             | 河北省石家莊市         | 河北奧體中心體育場       | 室外                                                                       |
| 191              | 2018年9月30日  | 中国             | 陕西省咸陽市           | 咸陽奧體中心體育場       | 室外                                                                       |
| 192              | 2018年10月5日  | 马来西亚         | 吉隆坡                 | 亞通體育館               | 加場(室內)                                                                 |
| 193              | 2018年10月6日  | 马来西亚         | 吉隆坡                 | 亞通體育館               | 加場(室內)                                                                 |
| 194              | 2018年10月7日  | 马来西亚         | 吉隆坡                 | 亞通體育館               | 加場(室內)                                                                 |
| 195              | 2018年10月12日 | 中国             | 雲南省昆明市           | 拓東體育場               | 室外                                                                       |
| 196              | 2018年10月13日 | 中国             | 雲南省昆明市           | 拓東體育場               | 室外                                                                       |
| 197              | 2018年10月14日 | 中国             | 雲南省昆明市           | 拓東體育場               | 室外                                                                       |
| 198              | 2018年10月20日 | 中国             | 安徽省安庆市           | 安庆体育中心体育场       | 室外                                                                       |
| 199              | 2018年10月21日 | 中国             | 安徽省合肥市           | 合肥体育中心体育场       | 加场(室外)                                                                 |
| 200              | 2018年10月26日 | 中国             | 江蘇省南京市           | 南京青奧體育公園體育館   | 加場(室內)                                                                 |
| 201              | 2018年10月27日 | 中国             | 江蘇省南京市           | 南京青奧體育公園體育館   | 加場(室內)                                                                 |
| 202              | 2018年11月3日  | 中国             | 海南省海口市           | 五源河體育場             | 室外                                                                       |
| 203              | 2018年11月4日  | 中国             | 海南省海口市           | 五源河體育場             | 室外                                                                       |
| 204              | 2018年11月7日  | 日本             | 埼玉縣                 | 埼玉超級競技場           | 室内                                                                       |
| 205              | 2018年11月17日 | 中国             | 浙江省宁波市           | 富邦体育场               | 室外                                                                       |
| 第七階段：歐洲   |                |                  |                        |                          |                                                                            |
| 206              | 2018年11月23日 | 英国             | 伦敦                   | 溫布利體育館             | 室內                                                                       |
| 207              | 2018年11月28日 | 法國             | 巴黎                   | 貝爾西體育館             | 室內                                                                       |
| 第八階段：亞洲   |                |                  |                        |                          |                                                                            |
| 208              | 2018年12月14日 | 中国             | 北京市                 | 凯迪拉克中心             | 加場(室內)                                                                 |
| 209              | 2018年12月15日 | 中国             | 北京市                 | 凯迪拉克中心             | 加場(室內)                                                                 |
| 210              | 2018年12月16日 | 中国             | 北京市                 | 凯迪拉克中心             | 加場(室內)                                                                 |
| 211              | 2018年12月21日 | 中国             | 广东省江门市           | 江门体育中心体育场       | 室外                                                                       |
| 212              | 2018年12月22日 | 中国             | 广东省江门市           | 江门体育中心体育场       | 室外                                                                       |
| 213              | 2018年12月28日 | 中国             | 江苏省苏州市           | 苏州奥体中心体育馆       | 加場(室內)                                                                 |
| 214              | 2018年12月29日 | 中国             | 江苏省苏州市           | 苏州奥体中心体育馆       | 加場(室內)                                                                 |
| 215              | 2018年12月30日 | 中国             | 江苏省苏州市           | 苏州奥体中心体育馆       | 加場(室內)                                                                 |
| 216              | 2019年1月4日   | 臺灣             | 高雄市                 | 高雄巨蛋                 | 室内                                                                       |
| 217              | 2019年1月5日   | 臺灣             | 高雄市                 | 高雄巨蛋                 | 室内                                                                       |
| 218              | 2019年1月6日   | 臺灣             | 高雄市                 | 高雄巨蛋                 | 室内                                                                       |
| 219              | 2019年1月11日  | 香港特別行政區   | 香港特別行政區         | 紅磡香港體育館           | 加場(室內)                                                                 |
| 220              | 2019年1月12日  | 香港特別行政區   | 香港特別行政區         | 紅磡香港體育館           | 加場(室內)                                                                 |
| 221              | 2019年1月13日  | 香港特別行政區   | 香港特別行政區         | 紅磡香港體育館           | 加場(室內)                                                                 |
| 222              | 2019年1月15日  | 香港特別行政區   | 香港特別行政區         | 紅磡香港體育館           | 加場(室內)                                                                 |
| 223              | 2019年1月16日  | 香港特別行政區   | 香港特別行政區         | 紅磡香港體育館           | 加場(室內)                                                                 |
| 224              | 2019年1月17日  | 香港特別行政區   | 香港特別行政區         | 紅磡香港體育館           | 加場(室內)                                                                 |
| 225              | 2019年1月19日  | 香港特別行政區   | 香港特別行政區         | 紅磡香港體育館           | 加場(室內)                                                                 |
| 226              | 2019年1月20日  | 香港特別行政區   | 香港特別行政區         | 紅磡香港體育館           | 加場(室內)                                                                 |
| 227              | 2019年1月21日  | 香港特別行政區   | 香港特別行政區         | 紅磡香港體育館           | 加場(室內)                                                                 |
| 228              | 2019年1月23日  | 香港特別行政區   | 香港特別行政區         | 紅磡香港體育館           | 加場(室內)                                                                 |
| 229              | 2019年1月24日  | 香港特別行政區   | 香港特別行政區         | 紅磡香港體育館           | 加場(室內)                                                                 |
| 230              | 2019年1月25日  | 香港特別行政區   | 香港特別行政區         | 紅磡香港體育館           | 加場(室內)                                                                 |
| 231              | 2019年1月27日  | 香港特別行政區   | 香港特別行政區         | 紅磡香港體育館           | 加場(室內)                                                                 |
| 232              | 2019年1月28日  | 香港特別行政區   | 香港特別行政區         | 紅磡香港體育館           | 加場(室內)                                                                 |
| 233              | 2019年1月29日  | 香港特別行政區   | 香港特別行政區         | 紅磡香港體育館           | 加場(室內)                                                                 |

### 2023-2026 張學友60+巡迴演唱會（319場）
| 場次 | 日期           | 國家／地區 | 城市               | 場館                           | 備註                                                                                              |
| ---- | -------------- | ---------- | ------------------ | ------------------------------ | ------------------------------------------------------------------------------------------------- |
| 1    | 2023年6月9日   | 澳門       | 澳門特別行政區     | 金光綜藝館                     | 室內(由富衛保險冠名贊助 （页面存档备份，存于）)                                                   |
| 2    | 2023年6月10日  | 澳門       | 澳門特別行政區     | 金光綜藝館                     | 室內(由富衛保險冠名贊助 （页面存档备份，存于）)                                                   |
| 3    | 2023年6月11日  | 澳門       | 澳門特別行政區     | 金光綜藝館                     | 室內(由富衛保險冠名贊助 （页面存档备份，存于）)                                                   |
| 4    | 2023年6月16日  | 澳門       | 澳門特別行政區     | 金光綜藝館                     | 室內(由富衛保險冠名贊助 （页面存档备份，存于）)                                                   |
| 5    | 2023年6月17日  | 澳門       | 澳門特別行政區     | 金光綜藝館                     | 室內(由富衛保險冠名贊助 （页面存档备份，存于）)                                                   |
| 6    | 2023年6月18日  | 澳門       | 澳門特別行政區     | 金光綜藝館                     | 室內(由富衛保險冠名贊助 （页面存档备份，存于）)                                                   |
| 7    | 2023年6月23日  | 澳門       | 澳門特別行政區     | 金光綜藝館                     | 室內(由富衛保險冠名贊助 （页面存档备份，存于）)                                                   |
| 8    | 2023年6月24日  | 澳門       | 澳門特別行政區     | 金光綜藝館                     | 室內(由富衛保險冠名贊助 （页面存档备份，存于）)                                                   |
| 9    | 2023年6月25日  | 澳門       | 澳門特別行政區     | 金光綜藝館                     | 室內(由富衛保險冠名贊助 （页面存档备份，存于）)                                                   |
| 10   | 2023年6月30日  | 澳門       | 澳門特別行政區     | 金光綜藝館                     | 室內(由富衛保險冠名贊助 （页面存档备份，存于）)                                                   |
| 11   | 2023年7月1日   | 澳門       | 澳門特別行政區     | 金光綜藝館                     | 室內(由富衛保險冠名贊助 （页面存档备份，存于）)                                                   |
| 12   | 2023年7月2日   | 澳門       | 澳門特別行政區     | 金光綜藝館                     | 室內(由富衛保險冠名贊助 （页面存档备份，存于）)                                                   |
| 13   | 2023年7月14日  | 新加坡     | 新加坡             | 新加坡室內體育館               | 室內                                                                                              |
| 14   | 2023年7月15日  | 新加坡     | 新加坡             | 新加坡室內體育館               | 室內                                                                                              |
| 15   | 2023年7月16日  | 新加坡     | 新加坡             | 新加坡室內體育館               | 室內                                                                                              |
| 16   | 2023年7月21日  | 新加坡     | 新加坡             | 新加坡室內體育館               | 室內                                                                                              |
| 17   | 2023年7月22日  | 新加坡     | 新加坡             | 新加坡室內體育館               | 室內                                                                                              |
| 18   | 2023年7月23日  | 新加坡     | 新加坡             | 新加坡室內體育館               | 室內                                                                                              |
| 19   | 2023年7月28日  | 新加坡     | 新加坡             | 新加坡室內體育館               | 室內                                                                                              |
| 20   | 2023年7月29日  | 新加坡     | 新加坡             | 新加坡室內體育館               | 室內                                                                                              |
| 21   | 2023年7月30日  | 新加坡     | 新加坡             | 新加坡室內體育館               | 室內                                                                                              |
| 22   | 2023年8月3日   | 新加坡     | 新加坡             | 新加坡室內體育館               | 室內                                                                                              |
| 23   | 2023年8月4日   | 新加坡     | 新加坡             | 新加坡室內體育館               | 室內                                                                                              |
| 24   | 2023年8月11日  | 马来西亚   | 吉隆坡聯邦直轄區   | 亞通體育館                     | 室內                                                                                              |
| 25   | 2023年8月12日  | 马来西亚   | 吉隆坡聯邦直轄區   | 亞通體育館                     | 室內                                                                                              |
| 26   | 2023年8月13日  | 马来西亚   | 吉隆坡聯邦直轄區   | 亞通體育館                     | 室內                                                                                              |
| 27   | 2023年8月18日  | 马来西亚   | 吉隆坡聯邦直轄區   | 亞通體育館                     | 室內                                                                                              |
| 28   | 2023年8月19日  | 马来西亚   | 吉隆坡聯邦直轄區   | 亞通體育館                     | 室內                                                                                              |
| 29   | 2023年8月20日  | 马来西亚   | 吉隆坡聯邦直轄區   | 亞通體育館                     | 室內                                                                                              |
| 30   | 2023年9月8日   | 中国       | 湖北省武漢市       | 光谷國際網球中心               | 室內                                                                                              |
| 31   | 2023年9月9日   | 中国       | 湖北省武漢市       | 光谷國際網球中心               | 室內                                                                                              |
| 32   | 2023年9月10日  | 中国       | 湖北省武漢市       | 光谷國際網球中心               | 室內                                                                                              |
| 33   | 2023年9月15日  | 中国       | 湖北省武漢市       | 光谷國際網球中心               | 室內                                                                                              |
| 34   | 2023年9月16日  | 中国       | 湖北省武漢市       | 光谷國際網球中心               | 室內                                                                                              |
| 35   | 2023年9月17日  | 中国       | 湖北省武漢市       | 光谷國際網球中心               | 室內                                                                                              |
| 36   | 2023年9月22日  | 中国       | 廣東省廣州市       | 廣州寶能觀致文化中心           | 室內                                                                                              |
| 37   | 2023年9月23日  | 中国       | 廣東省廣州市       | 廣州寶能觀致文化中心           | 室內                                                                                              |
| 38   | 2023年9月24日  | 中国       | 廣東省廣州市       | 廣州寶能觀致文化中心           | 室內                                                                                              |
| 39   | 2023年9月29日  | 中国       | 廣東省廣州市       | 廣州寶能觀致文化中心           | 室內                                                                                              |
| 40   | 2023年9月30日  | 中国       | 廣東省廣州市       | 廣州寶能觀致文化中心           | 室內                                                                                              |
| 41   | 2023年10月7日  | 中国       | 廣東省廣州市       | 廣州寶能觀致文化中心           | 室內                                                                                              |
| 42   | 2023年10月8日  | 中国       | 廣東省廣州市       | 廣州寶能觀致文化中心           | 室內                                                                                              |
| 43   | 2023年10月13日 | 中国       | 廣東省廣州市       | 廣州寶能觀致文化中心           | 室內                                                                                              |
| 44   | 2023年10月14日 | 中国       | 廣東省廣州市       | 廣州寶能觀致文化中心           | 室內                                                                                              |
| 45   | 2023年10月15日 | 中国       | 廣東省廣州市       | 廣州寶能觀致文化中心           | 室內                                                                                              |
| 46   | 2023年10月20日 | 中国       | 四川省成都市       | 成都鳳凰山體育公園體育館       | 室內                                                                                              |
| 47   | 2023年10月21日 | 中国       | 四川省成都市       | 成都鳳凰山體育公園體育館       | 室內                                                                                              |
| 48   | 2023年10月22日 | 中国       | 四川省成都市       | 成都鳳凰山體育公園體育館       | 室內                                                                                              |
| 49   | 2023年10月27日 | 中国       | 四川省成都市       | 成都鳳凰山體育公園體育館       | 室內                                                                                              |
| 50   | 2023年10月28日 | 中国       | 四川省成都市       | 成都鳳凰山體育公園體育館       | 室內                                                                                              |
| 51   | 2023年10月29日 | 中国       | 四川省成都市       | 成都鳳凰山體育公園體育館       | 室內                                                                                              |
| 52   | 2023年11月3日  | 中国       | 四川省成都市       | 成都鳳凰山體育公園體育館       | 室內                                                                                              |
| 53   | 2023年11月4日  | 中国       | 四川省成都市       | 成都鳳凰山體育公園體育館       | 室內                                                                                              |
| 54   | 2023年11月5日  | 中国       | 四川省成都市       | 成都鳳凰山體育公園體育館       | 室內                                                                                              |
| 55   | 2023年11月10日 | 中国       | 浙江省寧波市       | 寧波奧體中心體育館             | 室內                                                                                              |
| 56   | 2023年11月11日 | 中国       | 浙江省寧波市       | 寧波奧體中心體育館             | 室內                                                                                              |
| 57   | 2023年11月12日 | 中国       | 浙江省寧波市       | 寧波奧體中心體育館             | 室內                                                                                              |
| 58   | 2023年11月17日 | 中国       | 浙江省寧波市       | 寧波奧體中心體育館             | 室內                                                                                              |
| 59   | 2023年11月18日 | 中国       | 浙江省寧波市       | 寧波奧體中心體育館             | 室內                                                                                              |
| 60   | 2023年11月19日 | 中国       | 浙江省寧波市       | 寧波奧體中心體育館             | 室內                                                                                              |
| 61   | 2023年11月24日 | 中国       | 江蘇省南京市       | 南京青奧體育公園體育館         | 室內                                                                                              |
| 62   | 2023年11月25日 | 中国       | 江蘇省南京市       | 南京青奧體育公園體育館         | 室內                                                                                              |
| 63   | 2023年11月26日 | 中国       | 江蘇省南京市       | 南京青奧體育公園體育館         | 室內                                                                                              |
| 64   | 2023年12月1日  | 中国       | 江蘇省南京市       | 南京青奧體育公園體育館         | 室內                                                                                              |
| 65   | 2023年12月2日  | 中国       | 江蘇省南京市       | 南京青奧體育公園體育館         | 室內                                                                                              |
| 66   | 2023年12月3日  | 中国       | 江蘇省南京市       | 南京青奧體育公園體育館         | 室內                                                                                              |
| 67   | 2023年12月10日 | 香港       | 香港特別行政區     | 紅磡香港體育館                 | 室內(由富衛保險冠名贊助 （页面存档备份，存于）) 12月31日場次提早20:00開場，不設跨年倒數環節       |
| 68   | 2023年12月11日 | 香港       | 香港特別行政區     | 紅磡香港體育館                 | 室內(由富衛保險冠名贊助 （页面存档备份，存于）) 12月31日場次提早20:00開場，不設跨年倒數環節       |
| 69   | 2023年12月13日 | 香港       | 香港特別行政區     | 紅磡香港體育館                 | 室內(由富衛保險冠名贊助 （页面存档备份，存于）) 12月31日場次提早20:00開場，不設跨年倒數環節       |
| 70   | 2023年12月14日 | 香港       | 香港特別行政區     | 紅磡香港體育館                 | 室內(由富衛保險冠名贊助 （页面存档备份，存于）) 12月31日場次提早20:00開場，不設跨年倒數環節       |
| 71   | 2023年12月16日 | 香港       | 香港特別行政區     | 紅磡香港體育館                 | 室內(由富衛保險冠名贊助 （页面存档备份，存于）) 12月31日場次提早20:00開場，不設跨年倒數環節       |
| 72   | 2023年12月17日 | 香港       | 香港特別行政區     | 紅磡香港體育館                 | 室內(由富衛保險冠名贊助 （页面存档备份，存于）) 12月31日場次提早20:00開場，不設跨年倒數環節       |
| 73   | 2023年12月19日 | 香港       | 香港特別行政區     | 紅磡香港體育館                 | 室內(由富衛保險冠名贊助 （页面存档备份，存于）) 12月31日場次提早20:00開場，不設跨年倒數環節       |
| 74   | 2023年12月20日 | 香港       | 香港特別行政區     | 紅磡香港體育館                 | 室內(由富衛保險冠名贊助 （页面存档备份，存于）) 12月31日場次提早20:00開場，不設跨年倒數環節       |
| 75   | 2023年12月22日 | 香港       | 香港特別行政區     | 紅磡香港體育館                 | 室內(由富衛保險冠名贊助 （页面存档备份，存于）) 12月31日場次提早20:00開場，不設跨年倒數環節       |
| 76   | 2023年12月23日 | 香港       | 香港特別行政區     | 紅磡香港體育館                 | 室內(由富衛保險冠名贊助 （页面存档备份，存于）) 12月31日場次提早20:00開場，不設跨年倒數環節       |
| 77   | 2023年12月25日 | 香港       | 香港特別行政區     | 紅磡香港體育館                 | 室內(由富衛保險冠名贊助 （页面存档备份，存于）) 12月31日場次提早20:00開場，不設跨年倒數環節       |
| 78   | 2023年12月26日 | 香港       | 香港特別行政區     | 紅磡香港體育館                 | 室內(由富衛保險冠名贊助 （页面存档备份，存于）) 12月31日場次提早20:00開場，不設跨年倒數環節       |
| 79   | 2023年12月28日 | 香港       | 香港特別行政區     | 紅磡香港體育館                 | 室內(由富衛保險冠名贊助 （页面存档备份，存于）) 12月31日場次提早20:00開場，不設跨年倒數環節       |
| 80   | 2023年12月29日 | 香港       | 香港特別行政區     | 紅磡香港體育館                 | 室內(由富衛保險冠名贊助 （页面存档备份，存于）) 12月31日場次提早20:00開場，不設跨年倒數環節       |
| 81   | 2023年12月31日 | 香港       | 香港特別行政區     | 紅磡香港體育館                 | 室內(由富衛保險冠名贊助 （页面存档备份，存于）) 12月31日場次提早20:00開場，不設跨年倒數環節       |
| 82   | 2024年1月1日   | 香港       | 香港特別行政區     | 紅磡香港體育館                 | 室內(由富衛保險冠名贊助 （页面存档备份，存于）) 12月31日場次提早20:00開場，不設跨年倒數環節       |
| 83   | 2024年1月3日   | 香港       | 香港特別行政區     | 紅磡香港體育館                 | 室內(由富衛保險冠名贊助 （页面存档备份，存于）) 12月31日場次提早20:00開場，不設跨年倒數環節       |
| 84   | 2024年1月4日   | 香港       | 香港特別行政區     | 紅磡香港體育館                 | 室內(由富衛保險冠名贊助 （页面存档备份，存于）) 12月31日場次提早20:00開場，不設跨年倒數環節       |
| 85   | 2024年1月6日   | 香港       | 香港特別行政區     | 紅磡香港體育館                 | 室內(由富衛保險冠名贊助 （页面存档备份，存于）) 12月31日場次提早20:00開場，不設跨年倒數環節       |
| 86   | 2024年1月7日   | 香港       | 香港特別行政區     | 紅磡香港體育館                 | 室內(由富衛保險冠名贊助 （页面存档备份，存于）) 12月31日場次提早20:00開場，不設跨年倒數環節       |
| 87   | 2024年1月9日   | 香港       | 香港特別行政區     | 紅磡香港體育館                 | 室內(由富衛保險冠名贊助 （页面存档备份，存于）) 12月31日場次提早20:00開場，不設跨年倒數環節       |
| 88   | 2024年1月10日  | 香港       | 香港特別行政區     | 紅磡香港體育館                 | 室內(由富衛保險冠名贊助 （页面存档备份，存于）) 12月31日場次提早20:00開場，不設跨年倒數環節       |
| 89   | 2024年1月12日  | 香港       | 香港特別行政區     | 紅磡香港體育館                 | 室內(由富衛保險冠名贊助 （页面存档备份，存于）) 12月31日場次提早20:00開場，不設跨年倒數環節       |
| 90   | 2024年1月13日  | 香港       | 香港特別行政區     | 紅磡香港體育館                 | 室內(由富衛保險冠名贊助 （页面存档备份，存于）) 12月31日場次提早20:00開場，不設跨年倒數環節       |
| 91   | 2024年1月19日  | 中国       | 福建省泉州市晉江市 | 晉江市第二體育中心體育館       | 室內                                                                                              |
| 92   | 2024年1月20日  | 中国       | 福建省泉州市晉江市 | 晉江市第二體育中心體育館       | 室內                                                                                              |
| 93   | 2024年1月21日  | 中国       | 福建省泉州市晉江市 | 晉江市第二體育中心體育館       | 室內                                                                                              |
| 94   | 2024年1月26日  | 中国       | 福建省泉州市晉江市 | 晉江市第二體育中心體育館       | 室內                                                                                              |
| 95   | 2024年1月27日  | 中国       | 福建省泉州市晉江市 | 晉江市第二體育中心體育館       | 室內                                                                                              |
| 96   | 2024年1月28日  | 中国       | 福建省泉州市晉江市 | 晉江市第二體育中心體育館       | 室內                                                                                              |
| 97   | 2024年2月23日  | 中国       | 上海市             | 浦發銀行東方體育中心體育館     | 室內 (原定辦15場，因張學友身體不適，确诊感染COVID-19 (2019冠狀病毒病)而取消3月8、9及10日的場次。) |
| 98   | 2024年2月24日  | 中国       | 上海市             | 浦發銀行東方體育中心體育館     | 室內 (原定辦15場，因張學友身體不適，确诊感染COVID-19 (2019冠狀病毒病)而取消3月8、9及10日的場次。) |
| 99   | 2024年2月25日  | 中国       | 上海市             | 浦發銀行東方體育中心體育館     | 室內 (原定辦15場，因張學友身體不適，确诊感染COVID-19 (2019冠狀病毒病)而取消3月8、9及10日的場次。) |
| 100  | 2024年3月1日   | 中国       | 上海市             | 浦發銀行東方體育中心體育館     | 室內 (原定辦15場，因張學友身體不適，确诊感染COVID-19 (2019冠狀病毒病)而取消3月8、9及10日的場次。) |
| 101  | 2024年3月2日   | 中国       | 上海市             | 浦發銀行東方體育中心體育館     | 室內 (原定辦15場，因張學友身體不適，确诊感染COVID-19 (2019冠狀病毒病)而取消3月8、9及10日的場次。) |
| 102  | 2024年3月3日   | 中国       | 上海市             | 浦發銀行東方體育中心體育館     | 室內 (原定辦15場，因張學友身體不適，确诊感染COVID-19 (2019冠狀病毒病)而取消3月8、9及10日的場次。) |
| 103  | 2024年3月15日  | 中国       | 上海市             | 浦發銀行東方體育中心體育館     | 室內 (原定辦15場，因張學友身體不適，确诊感染COVID-19 (2019冠狀病毒病)而取消3月8、9及10日的場次。) |
| 104  | 2024年3月16日  | 中国       | 上海市             | 浦發銀行東方體育中心體育館     | 室內 (原定辦15場，因張學友身體不適，确诊感染COVID-19 (2019冠狀病毒病)而取消3月8、9及10日的場次。) |
| 105  | 2024年3月17日  | 中国       | 上海市             | 浦發銀行東方體育中心體育館     | 室內 (原定辦15場，因張學友身體不適，确诊感染COVID-19 (2019冠狀病毒病)而取消3月8、9及10日的場次。) |
| 106  | 2024年3月22日  | 中国       | 上海市             | 浦發銀行東方體育中心體育館     | 室內 (原定辦15場，因張學友身體不適，确诊感染COVID-19 (2019冠狀病毒病)而取消3月8、9及10日的場次。) |
| 107  | 2024年3月23日  | 中国       | 上海市             | 浦發銀行東方體育中心體育館     | 室內 (原定辦15場，因張學友身體不適，确诊感染COVID-19 (2019冠狀病毒病)而取消3月8、9及10日的場次。) |
| 108  | 2024年3月24日  | 中国       | 上海市             | 浦發銀行東方體育中心體育館     | 室內 (原定辦15場，因張學友身體不適，确诊感染COVID-19 (2019冠狀病毒病)而取消3月8、9及10日的場次。) |
| 109  | 2024年3月29日  | 中国       | 北京市             | 凱迪拉克中心                   | 室內                                                                                              |
| 110  | 2024年3月30日  | 中国       | 北京市             | 凱迪拉克中心                   | 室內                                                                                              |
| 111  | 2024年3月31日  | 中国       | 北京市             | 凱迪拉克中心                   | 室內                                                                                              |
| 112  | 2024年4月5日   | 中国       | 北京市             | 凱迪拉克中心                   | 室內                                                                                              |
| 113  | 2024年4月6日   | 中国       | 北京市             | 凱迪拉克中心                   | 室內                                                                                              |
| 114  | 2024年4月7日   | 中国       | 北京市             | 凱迪拉克中心                   | 室內                                                                                              |
| 115  | 2024年4月12日  | 中国       | 北京市             | 凱迪拉克中心                   | 室內                                                                                              |
| 116  | 2024年4月13日  | 中国       | 北京市             | 凱迪拉克中心                   | 室內                                                                                              |
| 117  | 2024年4月14日  | 中国       | 北京市             | 凱迪拉克中心                   | 室內                                                                                              |
| 118  | 2024年4月19日  | 中国       | 北京市             | 凱迪拉克中心                   | 室內                                                                                              |
| 119  | 2024年4月20日  | 中国       | 北京市             | 凱迪拉克中心                   | 室內                                                                                              |
| 120  | 2024年4月21日  | 中国       | 北京市             | 凱迪拉克中心                   | 室內                                                                                              |
| 121  | 2024年4月26日  | 中国       | 福建省廈門市       | 厦门奥林匹克体育中心鳳凰體育館 | 室內                                                                                              |
| 122  | 2024年4月27日  | 中国       | 福建省廈門市       | 厦门奥林匹克体育中心鳳凰體育館 | 室內                                                                                              |
| 123  | 2024年4月28日  | 中国       | 福建省廈門市       | 厦门奥林匹克体育中心鳳凰體育館 | 室內                                                                                              |
| 124  | 2024年5月3日   | 中国       | 福建省廈門市       | 厦门奥林匹克体育中心鳳凰體育館 | 室內                                                                                              |
| 125  | 2024年5月4日   | 中国       | 福建省廈門市       | 厦门奥林匹克体育中心鳳凰體育館 | 室內                                                                                              |
| 126  | 2024年5月5日   | 中国       | 福建省廈門市       | 厦门奥林匹克体育中心鳳凰體育館 | 室內                                                                                              |
| 127  | 2024年5月10日  | 中国       | 重慶市             | 華熙文化體育中心               | 室內                                                                                              |
| 128  | 2024年5月11日  | 中国       | 重慶市             | 華熙文化體育中心               | 室內                                                                                              |
| 129  | 2024年5月12日  | 中国       | 重慶市             | 華熙文化體育中心               | 室內                                                                                              |
| 130  | 2024年5月17日  | 中国       | 重慶市             | 華熙文化體育中心               | 室內                                                                                              |
| 131  | 2024年5月18日  | 中国       | 重慶市             | 華熙文化體育中心               | 室內                                                                                              |
| 132  | 2024年5月19日  | 中国       | 重慶市             | 華熙文化體育中心               | 室內                                                                                              |
| 133  | 2024年5月24日  | 中国       | 重慶市             | 華熙文化體育中心               | 室內                                                                                              |
| 134  | 2024年5月25日  | 中国       | 重慶市             | 華熙文化體育中心               | 室內                                                                                              |
| 135  | 2024年5月26日  | 中国       | 重慶市             | 華熙文化體育中心               | 室內                                                                                              |
| 136  | 2024年5月31日  | 臺灣       | 台北市             | 台北小巨蛋                     | 室內 (原定辦9場，因張學友身體不適，感染RSV（呼吸道合胞病毒）而取消6月7、8及9日的場次。)           |
| 137  | 2024年6月1日   | 臺灣       | 台北市             | 台北小巨蛋                     | 室內 (原定辦9場，因張學友身體不適，感染RSV（呼吸道合胞病毒）而取消6月7、8及9日的場次。)           |
| 138  | 2024年6月2日   | 臺灣       | 台北市             | 台北小巨蛋                     | 室內 (原定辦9場，因張學友身體不適，感染RSV（呼吸道合胞病毒）而取消6月7、8及9日的場次。)           |
| 139  | 2024年6月14日  | 臺灣       | 台北市             | 台北小巨蛋                     | 室內 (原定辦9場，因張學友身體不適，感染RSV（呼吸道合胞病毒）而取消6月7、8及9日的場次。)           |
| 140  | 2024年6月15日  | 臺灣       | 台北市             | 台北小巨蛋                     | 室內 (原定辦9場，因張學友身體不適，感染RSV（呼吸道合胞病毒）而取消6月7、8及9日的場次。)           |
| 141  | 2024年6月16日  | 臺灣       | 台北市             | 台北小巨蛋                     | 室內 (原定辦9場，因張學友身體不適，感染RSV（呼吸道合胞病毒）而取消6月7、8及9日的場次。)           |
| 142  | 2024年6月21日  | 中国       | 河南省鄭州市       | 鄭州奧林匹克體育中心體育館     | 室內                                                                                              |
| 143  | 2024年6月22日  | 中国       | 河南省鄭州市       | 鄭州奧林匹克體育中心體育館     | 室內                                                                                              |
| 144  | 2024年6月23日  | 中国       | 河南省鄭州市       | 鄭州奧林匹克體育中心體育館     | 室內                                                                                              |
| 145  | 2024年6月28日  | 中国       | 河南省鄭州市       | 鄭州奧林匹克體育中心體育館     | 室內                                                                                              |
| 146  | 2024年6月29日  | 中国       | 河南省鄭州市       | 鄭州奧林匹克體育中心體育館     | 室內                                                                                              |
| 147  | 2024年6月30日  | 中国       | 河南省鄭州市       | 鄭州奧林匹克體育中心體育館     | 室內                                                                                              |
| 148  | 2024年7月12日  | 中国       | 浙江省杭州市       | 杭州奧林匹克體育中心體育館     | 室內 (原定辦12場，因張學友身體不適，而取消7月26、27及28日的場次。)                                |
| 149  | 2024年7月13日  | 中国       | 浙江省杭州市       | 杭州奧林匹克體育中心體育館     | 室內 (原定辦12場，因張學友身體不適，而取消7月26、27及28日的場次。)                                |
| 150  | 2024年7月14日  | 中国       | 浙江省杭州市       | 杭州奧林匹克體育中心體育館     | 室內 (原定辦12場，因張學友身體不適，而取消7月26、27及28日的場次。)                                |
| 151  | 2024年7月19日  | 中国       | 浙江省杭州市       | 杭州奧林匹克體育中心體育館     | 室內 (原定辦12場，因張學友身體不適，而取消7月26、27及28日的場次。)                                |
| 152  | 2024年7月20日  | 中国       | 浙江省杭州市       | 杭州奧林匹克體育中心體育館     | 室內 (原定辦12場，因張學友身體不適，而取消7月26、27及28日的場次。)                                |
| 153  | 2024年7月21日  | 中国       | 浙江省杭州市       | 杭州奧林匹克體育中心體育館     | 室內 (原定辦12場，因張學友身體不適，而取消7月26、27及28日的場次。)                                |
| 154  | 2024年8月2日   | 中国       | 浙江省杭州市       | 杭州奧林匹克體育中心體育館     | 室內 (原定辦12場，因張學友身體不適，而取消7月26、27及28日的場次。)                                |
| 155  | 2024年8月3日   | 中国       | 浙江省杭州市       | 杭州奧林匹克體育中心體育館     | 室內 (原定辦12場，因張學友身體不適，而取消7月26、27及28日的場次。)                                |
| 156  | 2024年8月4日   | 中国       | 浙江省杭州市       | 杭州奧林匹克體育中心體育館     | 室內 (原定辦12場，因張學友身體不適，而取消7月26、27及28日的場次。)                                |
| 157  | 2024年8月9日   | 中国       | 廣東省深圳市       | 深圳大運中心體育館             | 室內                                                                                              |
| 158  | 2024年8月10日  | 中国       | 廣東省深圳市       | 深圳大運中心體育館             | 室內                                                                                              |
| 159  | 2024年8月11日  | 中国       | 廣東省深圳市       | 深圳大運中心體育館             | 室內                                                                                              |
| 160  | 2024年8月16日  | 中国       | 廣東省深圳市       | 深圳大運中心體育館             | 室內                                                                                              |
| 161  | 2024年8月17日  | 中国       | 廣東省深圳市       | 深圳大運中心體育館             | 室內                                                                                              |
| 162  | 2024年8月18日  | 中国       | 廣東省深圳市       | 深圳大運中心體育館             | 室內                                                                                              |
| 163  | 2024年8月23日  | 中国       | 廣東省深圳市       | 深圳大運中心體育館             | 室內                                                                                              |
| 164  | 2024年8月24日  | 中国       | 廣東省深圳市       | 深圳大運中心體育館             | 室內                                                                                              |
| 165  | 2024年8月25日  | 中国       | 廣東省深圳市       | 深圳大運中心體育館             | 室內                                                                                              |
| 166  | 2024年9月6日   | 中国       | 陝西省西安市       | 西安奧體中心體育館             | 室內                                                                                              |
| 167  | 2024年9月7日   | 中国       | 陝西省西安市       | 西安奧體中心體育館             | 室內                                                                                              |
| 168  | 2024年9月8日   | 中国       | 陝西省西安市       | 西安奧體中心體育館             | 室內                                                                                              |
| 169  | 2024年9月13日  | 中国       | 陝西省西安市       | 西安奧體中心體育館             | 室內                                                                                              |
| 170  | 2024年9月14日  | 中国       | 陝西省西安市       | 西安奧體中心體育館             | 室內                                                                                              |
| 171  | 2024年9月15日  | 中国       | 陝西省西安市       | 西安奧體中心體育館             | 室內                                                                                              |
| 172  | 2024年9月20日  | 中国       | 陝西省西安市       | 西安奧體中心體育館             | 室內                                                                                              |
| 173  | 2024年9月21日  | 中国       | 陝西省西安市       | 西安奧體中心體育館             | 室內                                                                                              |
| 174  | 2024年9月22日  | 中国       | 陝西省西安市       | 西安奧體中心體育館             | 室內                                                                                              |
| 175  | 2024年9月27日  | 中国       | 山東省濟南市       | 濟南奧林匹克體育中心體育館     | 室內                                                                                              |
| 176  | 2024年9月28日  | 中国       | 山東省濟南市       | 濟南奧林匹克體育中心體育館     | 室內                                                                                              |
| 177  | 2024年9月29日  | 中国       | 山東省濟南市       | 濟南奧林匹克體育中心體育館     | 室內                                                                                              |
| 178  | 2024年10月11日 | 中国       | 上海市             | 浦發銀行東方體育中心體育館     | 加場(室內)，為2024年3月8、9及10日因感染COVID-19 (2019冠狀病毒病)而取消的場次進行補場              |
| 179  | 2024年10月12日 | 中国       | 上海市             | 浦發銀行東方體育中心體育館     | 加場(室內)，為2024年3月8、9及10日因感染COVID-19 (2019冠狀病毒病)而取消的場次進行補場              |
| 180  | 2024年10月13日 | 中国       | 上海市             | 浦發銀行東方體育中心體育館     | 加場(室內)，為2024年3月8、9及10日因感染COVID-19 (2019冠狀病毒病)而取消的場次進行補場              |
| 181  | 2024年10月18日 | 中国       | 上海市             | 浦發銀行東方體育中心體育館     | 加場(室內)，為2024年3月8、9及10日因感染COVID-19 (2019冠狀病毒病)而取消的場次進行補場              |
| 182  | 2024年10月19日 | 中国       | 上海市             | 浦發銀行東方體育中心體育館     | 加場(室內)，為2024年3月8、9及10日因感染COVID-19 (2019冠狀病毒病)而取消的場次進行補場              |
| 183  | 2024年10月20日 | 中国       | 上海市             | 浦發銀行東方體育中心體育館     | 加場(室內)，為2024年3月8、9及10日因感染COVID-19 (2019冠狀病毒病)而取消的場次進行補場              |
| 184  | 2024年10月25日 | 中国       | 上海市             | 浦發銀行東方體育中心體育館     | 加場(室內)，為2024年3月8、9及10日因感染COVID-19 (2019冠狀病毒病)而取消的場次進行補場              |
| 185  | 2024年10月26日 | 中国       | 上海市             | 浦發銀行東方體育中心體育館     | 加場(室內)，為2024年3月8、9及10日因感染COVID-19 (2019冠狀病毒病)而取消的場次進行補場              |
| 186  | 2024年10月27日 | 中国       | 上海市             | 浦發銀行東方體育中心體育館     | 加場(室內)，為2024年3月8、9及10日因感染COVID-19 (2019冠狀病毒病)而取消的場次進行補場              |
| 187  | 2024年11月1日  | 中国       | 廣東省佛山市       | 佛山國際體育文化演藝中心       | 室內                                                                                              |
| 188  | 2024年11月2日  | 中国       | 廣東省佛山市       | 佛山國際體育文化演藝中心       | 室內                                                                                              |
| 189  | 2024年11月3日  | 中国       | 廣東省佛山市       | 佛山國際體育文化演藝中心       | 室內                                                                                              |
| 190  | 2024年11月8日  | 中国       | 廣東省佛山市       | 佛山國際體育文化演藝中心       | 室內                                                                                              |
| 191  | 2024年11月9日  | 中国       | 廣東省佛山市       | 佛山國際體育文化演藝中心       | 室內                                                                                              |
| 192  | 2024年11月10日 | 中国       | 廣東省佛山市       | 佛山國際體育文化演藝中心       | 室內                                                                                              |
| 193  | 2024年11月22日 | 中国       | 遼寧省大連市       | 大連體育中心體育館             | 室內                                                                                              |
| 194  | 2024年11月23日 | 中国       | 遼寧省大連市       | 大連體育中心體育館             | 室內                                                                                              |
| 195  | 2024年11月24日 | 中国       | 遼寧省大連市       | 大連體育中心體育館             | 室內                                                                                              |
| 196  | 2024年11月29日 | 中国       | 山東省青島市       | 青島雲之貝體育館               | 室內                                                                                              |
| 197  | 2024年11月30日 | 中国       | 山東省青島市       | 青島雲之貝體育館               | 室內                                                                                              |
| 198  | 2024年12月1日  | 中国       | 山東省青島市       | 青島雲之貝體育館               | 室內                                                                                              |
| 199  | 2024年12月14日 | 中国       | 江蘇省蘇州市       | 蘇州奧林匹克體育中心體育館     | 室內                                                                                              |
| 200  | 2024年12月15日 | 中国       | 江蘇省蘇州市       | 蘇州奧林匹克體育中心體育館     | 室內                                                                                              |
| 201  | 2024年12月20日 | 中国       | 江蘇省蘇州市       | 蘇州奧林匹克體育中心體育館     | 室內                                                                                              |
| 202  | 2024年12月21日 | 中国       | 江蘇省蘇州市       | 蘇州奧林匹克體育中心體育館     | 室內                                                                                              |
| 203  | 2024年12月22日 | 中国       | 江蘇省蘇州市       | 蘇州奧林匹克體育中心體育館     | 室內                                                                                              |
| 204  | 2024年12月27日 | 中国       | 江蘇省蘇州市       | 蘇州奧林匹克體育中心體育館     | 室內                                                                                              |
| 205  | 2024年12月28日 | 中国       | 江蘇省蘇州市       | 蘇州奧林匹克體育中心體育館     | 室內                                                                                              |
| 206  | 2024年12月29日 | 中国       | 江蘇省蘇州市       | 蘇州奧林匹克體育中心體育館     | 室內                                                                                              |
| 207  | 2025年1月3日   | 中国       | 江西省南昌市       | 南昌國際體育中心體育館         | 室內                                                                                              |
| 208  | 2025年1月4日   | 中国       | 江西省南昌市       | 南昌國際體育中心體育館         | 室內                                                                                              |
| 209  | 2025年1月5日   | 中国       | 江西省南昌市       | 南昌國際體育中心體育館         | 室內                                                                                              |
| 210  | 2025年1月10日  | 中国       | 江西省南昌市       | 南昌國際體育中心體育館         | 室內                                                                                              |
| 211  | 2025年1月11日  | 中国       | 江西省南昌市       | 南昌國際體育中心體育館         | 室內                                                                                              |
| 212  | 2025年1月12日  | 中国       | 江西省南昌市       | 南昌國際體育中心體育館         | 室內                                                                                              |
| 213  | 2025年2月7日   | 中国       | 浙江省杭州市       | 杭州奧林匹克體育中心體育館     | 加場(室內)，為2024年7月26、27及28日因身體不適而取消的場次進行補場                                 |
| 214  | 2025年2月8日   | 中国       | 浙江省杭州市       | 杭州奧林匹克體育中心體育館     | 加場(室內)，為2024年7月26、27及28日因身體不適而取消的場次進行補場                                 |
| 215  | 2025年2月9日   | 中国       | 浙江省杭州市       | 杭州奧林匹克體育中心體育館     | 加場(室內)，為2024年7月26、27及28日因身體不適而取消的場次進行補場                                 |
| 216  | 2025年2月21日  | 中国       | 海南省海口市       | 五源河體育館                   | 室內 2025年2月23日為張學友演唱生涯的第1000場巡迴演唱會，成為首位打破該紀錄的華語歌手              |
| 217  | 2025年2月22日  | 中国       | 海南省海口市       | 五源河體育館                   | 室內 2025年2月23日為張學友演唱生涯的第1000場巡迴演唱會，成為首位打破該紀錄的華語歌手              |
| 218  | 2025年2月23日  | 中国       | 海南省海口市       | 五源河體育館                   | 室內 2025年2月23日為張學友演唱生涯的第1000場巡迴演唱會，成為首位打破該紀錄的華語歌手              |
| 219  | 2025年2月28日  | 中国       | 廣東省廣州市       | 廣州寶能觀致文化中心           | 加場(室內) (原定办7场，因张学友身体不适，而取消3月7、8及9日的场次。)                              |
| 220  | 2025年3月1日   | 中国       | 廣東省廣州市       | 廣州寶能觀致文化中心           | 加場(室內) (原定办7场，因张学友身体不适，而取消3月7、8及9日的场次。)                              |
| 221  | 2025年3月15日  | 中国       | 廣東省廣州市       | 廣州寶能觀致文化中心           | 加場(室內) (原定办7场，因张学友身体不适，而取消3月7、8及9日的场次。)                              |
| 222  | 2025年3月16日  | 中国       | 廣東省廣州市       | 廣州寶能觀致文化中心           | 加場(室內) (原定办7场，因张学友身体不适，而取消3月7、8及9日的场次。)                              |
| 223  | 2025年3月28日  | 臺灣       | 高雄市             | 高雄巨蛋                       | 室內                                                                                              |
| 224  | 2025年3月29日  | 臺灣       | 高雄市             | 高雄巨蛋                       | 室內                                                                                              |
| 225  | 2025年3月30日  | 臺灣       | 高雄市             | 高雄巨蛋                       | 室內                                                                                              |
| 226  | 2025年4月4日   | 臺灣       | 台北市             | 台北小巨蛋                     | 加場(室內)，為2024年6月7、8及9日因感染RSV (呼吸道合胞病毒)而取消的場次進行補場                    |
| 227  | 2025年4月5日   | 臺灣       | 台北市             | 台北小巨蛋                     | 加場(室內)，為2024年6月7、8及9日因感染RSV (呼吸道合胞病毒)而取消的場次進行補場                    |
| 228  | 2025年4月6日   | 臺灣       | 台北市             | 台北小巨蛋                     | 加場(室內)，為2024年6月7、8及9日因感染RSV (呼吸道合胞病毒)而取消的場次進行補場                    |
| 229  | 2025年4月11日  | 臺灣       | 台北市             | 台北小巨蛋                     | 加場(室內)，為2024年6月7、8及9日因感染RSV (呼吸道合胞病毒)而取消的場次進行補場                    |
| 230  | 2025年4月12日  | 臺灣       | 台北市             | 台北小巨蛋                     | 加場(室內)，為2024年6月7、8及9日因感染RSV (呼吸道合胞病毒)而取消的場次進行補場                    |
| 231  | 2025年4月13日  | 臺灣       | 台北市             | 台北小巨蛋                     | 加場(室內)，為2024年6月7、8及9日因感染RSV (呼吸道合胞病毒)而取消的場次進行補場                    |
| 232  | 2025年4月18日  | 臺灣       | 台北市             | 台北小巨蛋                     | 加場(室內)，為2024年6月7、8及9日因感染RSV (呼吸道合胞病毒)而取消的場次進行補場                    |
| 233  | 2025年4月19日  | 臺灣       | 台北市             | 台北小巨蛋                     | 加場(室內)，為2024年6月7、8及9日因感染RSV (呼吸道合胞病毒)而取消的場次進行補場                    |
| 234  | 2025年4月20日  | 臺灣       | 台北市             | 台北小巨蛋                     | 加場(室內)，為2024年6月7、8及9日因感染RSV (呼吸道合胞病毒)而取消的場次進行補場                    |
| 235  | 2025年5月2日   | 中国       | 江蘇省南京市       | 南京青奧體育公園體育館         | 加場(室內)                                                                                        |
| 236  | 2025年5月3日   | 中国       | 江蘇省南京市       | 南京青奧體育公園體育館         | 加場(室內)                                                                                        |
| 237  | 2025年5月4日   | 中国       | 江蘇省南京市       | 南京青奧體育公園體育館         | 加場(室內)                                                                                        |
| 238  | 2025年5月9日   | 中国       | 江蘇省南京市       | 南京青奧體育公園體育館         | 加場(室內)                                                                                        |
| 239  | 2025年5月10日  | 中国       | 江蘇省南京市       | 南京青奧體育公園體育館         | 加場(室內)                                                                                        |
| 240  | 2025年5月16日  | 中国       | 北京市             | 华熙LIVE·五棵松                | 加場(室內)                                                                                        |
| 241  | 2025年5月17日  | 中国       | 北京市             | 华熙LIVE·五棵松                | 加場(室內)                                                                                        |
| 242  | 2025年5月18日  | 中国       | 北京市             | 华熙LIVE·五棵松                | 加場(室內)                                                                                        |
| 243  | 2025年5月23日  | 中国       | 重庆市             | 華熙文化體育中心               | 加場(室內)                                                                                        |
| 244  | 2025年5月24日  | 中国       | 重庆市             | 華熙文化體育中心               | 加場(室內)                                                                                        |
| 245  | 2025年5月25日  | 中国       | 重庆市             | 華熙文化體育中心               | 加場(室內)                                                                                        |
| 246  | 2025年5月30日  | 中国       | 重庆市             | 華熙文化體育中心               | 加場(室內)                                                                                        |
| 247  | 2025年5月31日  | 中国       | 重庆市             | 華熙文化體育中心               | 加場(室內)                                                                                        |
| 248  | 2025年6月13日  | 中国       | 四川省成都市       | 五粮液文化体育中心             | 加場(室內)                                                                                        |
| 249  | 2025年6月14日  | 中国       | 四川省成都市       | 五粮液文化体育中心             | 加場(室內)                                                                                        |
| 250  | 2025年6月15日  | 中国       | 四川省成都市       | 五粮液文化体育中心             | 加場(室內)                                                                                        |
| 251  | 2025年6月20日  | 澳門       | 澳門特別行政區     | 銀河綜藝館                     | 加场(室内)，(由澳門銀河™榮譽呈獻及富衛保險冠名贊助 )                                              |
| 252  | 2025年6月21日  | 澳門       | 澳門特別行政區     | 銀河綜藝館                     | 加场(室内)，(由澳門銀河™榮譽呈獻及富衛保險冠名贊助 )                                              |
| 253  | 2025年6月22日  | 澳門       | 澳門特別行政區     | 銀河綜藝館                     | 加场(室内)，(由澳門銀河™榮譽呈獻及富衛保險冠名贊助 )                                              |
| 254  | 2025年6月27日  | 澳門       | 澳門特別行政區     | 銀河綜藝館                     | 加场(室内)，(由澳門銀河™榮譽呈獻及富衛保險冠名贊助 )                                              |
| 255  | 2025年6月28日  | 澳門       | 澳門特別行政區     | 銀河綜藝館                     | 加场(室内)，(由澳門銀河™榮譽呈獻及富衛保險冠名贊助 )                                              |
| 256  | 2025年6月29日  | 澳門       | 澳門特別行政區     | 銀河綜藝館                     | 加场(室内)，(由澳門銀河™榮譽呈獻及富衛保險冠名贊助 )                                              |
| 257  | 2025年7月4日   | 澳門       | 澳門特別行政區     | 銀河綜藝館                     | 加场(室内)，(由澳門銀河™榮譽呈獻及富衛保險冠名贊助 )                                              |
| 258  | 2025年7月5日   | 澳門       | 澳門特別行政區     | 銀河綜藝館                     | 加场(室内)，(由澳門銀河™榮譽呈獻及富衛保險冠名贊助 )                                              |
| 259  | 2025年7月6日   | 澳門       | 澳門特別行政區     | 銀河綜藝館                     | 加场(室内)，(由澳門銀河™榮譽呈獻及富衛保險冠名贊助 )                                              |
| 260  | 2025年7月18日  | 中国       | 江蘇省蘇州市       | 蘇州奧林匹克體育中心體育館     | 加場(室內)                                                                                        |
| 261  | 2025年7月19日  | 中国       | 江蘇省蘇州市       | 蘇州奧林匹克體育中心體育館     | 加場(室內)                                                                                        |
| 262  | 2025年7月20日  | 中国       | 江蘇省蘇州市       | 蘇州奧林匹克體育中心體育館     | 加場(室內)                                                                                        |
| 263  | 2025年7月25日  | 中国       | 天津市             | 天津體育中心體育館             | 室內                                                                                              |
| 264  | 2025年7月26日  | 中国       | 天津市             | 天津體育中心體育館             | 室內                                                                                              |
| 265  | 2025年7月27日  | 中国       | 天津市             | 天津體育中心體育館             | 室內                                                                                              |
| 266  | 2025年8月1日   | 中国       | 天津市             | 天津體育中心體育館             | 室內                                                                                              |
| 267  | 2025年8月2日   | 中国       | 天津市             | 天津體育中心體育館             | 室內                                                                                              |
| 268  | 2025年8月3日   | 中国       | 天津市             | 天津體育中心體育館             | 室內                                                                                              |
| 269  | 2025年8月15日  | 马来西亚   | 吉隆坡聯邦直轄區   | 亞通體育館                     | 加場(室內)                                                                                        |
| 270  | 2025年8月16日  | 马来西亚   | 吉隆坡聯邦直轄區   | 亞通體育館                     | 加場(室內)                                                                                        |
| 271  | 2025年8月17日  | 马来西亚   | 吉隆坡聯邦直轄區   | 亞通體育館                     | 加場(室內)                                                                                        |
| 272  | 2025年8月22日  | 马来西亚   | 吉隆坡聯邦直轄區   | 亞通體育館                     | 加場(室內)                                                                                        |
| 273  | 2025年8月23日  | 马来西亚   | 吉隆坡聯邦直轄區   | 亞通體育館                     | 加場(室內)                                                                                        |
| 274  | 2025年8月24日  | 马来西亚   | 吉隆坡聯邦直轄區   | 亞通體育館                     | 加場(室內)                                                                                        |
| 275  | 2025年8月29日  | 中国       | 广东省东莞市       | 东莞篮球中心                   | 室内 原定2025年6月6日至8日举行，因与高考撞期延期至8月29日至31日举行                               |
| 276  | 2025年8月30日  | 中国       | 广东省东莞市       | 东莞篮球中心                   | 室内 原定2025年6月6日至8日举行，因与高考撞期延期至8月29日至31日举行                               |
| 277  | 2025年8月31日  | 中国       | 广东省东莞市       | 东莞篮球中心                   | 室内 原定2025年6月6日至8日举行，因与高考撞期延期至8月29日至31日举行                               |
| 278  | 2025年9月13日  |            | 仁川               | 迎仕柏综艺馆                   | 室內                                                                                              |
| 279  | 2025年9月19日  | 中国       | 上海市             | 浦發銀行東方體育中心體育館     | 加場(室內)                                                                                        |
| 280  | 2025年9月20日  | 中国       | 上海市             | 浦發銀行東方體育中心體育館     | 加場(室內)                                                                                        |
| 281  | 2025年9月21日  | 中国       | 上海市             | 浦發銀行東方體育中心體育館     | 加場(室內)                                                                                        |
| 282  | 2025年9月26日  | 中国       | 上海市             | 浦發銀行東方體育中心體育館     | 加場(室內)                                                                                        |
| 283  | 2025年9月27日  | 中国       | 上海市             | 浦發銀行東方體育中心體育館     | 加場(室內)                                                                                        |
| 284  | 2025年9月28日  | 中国       | 上海市             | 浦發銀行東方體育中心體育館     | 加場(室內)                                                                                        |
| 285  | 2025年10月10日 | 中国       | 四川省成都市       | 东安湖体育公园多功能体育馆     | 加場(室內)                                                                                        |
| 286  | 2025年10月11日 | 中国       | 四川省成都市       | 东安湖体育公园多功能体育馆     | 加場(室內)                                                                                        |
| 287  | 2025年10月12日 | 中国       | 四川省成都市       | 东安湖体育公园多功能体育馆     | 加場(室內)                                                                                        |
| 288  | 2025年10月17日 | 中国       | 福建省廈門市       | 廈門奧林匹克體育中心鳳凰體育館 | 加場(室內)                                                                                        |
| 289  | 2025年10月18日 | 中国       | 福建省廈門市       | 廈門奧林匹克體育中心鳳凰體育館 | 加場(室內)                                                                                        |
| 290  | 2025年10月19日 | 中国       | 福建省廈門市       | 廈門奧林匹克體育中心鳳凰體育館 | 加場(室內)                                                                                        |
| 291  | 2025年10月24日 | 中国       | 广东省广州市       | 廣州寶能觀致文化中心           | 加場(室內)，為2025年3月7、8及9日因身體不適而取消的場次進行補場                                    |
| 292  | 2025年10月25日 | 中国       | 广东省广州市       | 廣州寶能觀致文化中心           | 加場(室內)，為2025年3月7、8及9日因身體不適而取消的場次進行補場                                    |
| 293  | 2025年10月26日 | 中国       | 广东省广州市       | 廣州寶能觀致文化中心           | 加場(室內)，為2025年3月7、8及9日因身體不適而取消的場次進行補場                                    |
| 294  | 2025年10月31日 | 中国       | 广东省广州市       | 廣州寶能觀致文化中心           | 加場(室內)，為2025年3月7、8及9日因身體不適而取消的場次進行補場                                    |
| 295  | 2025年11月1日  | 中国       | 广东省广州市       | 廣州寶能觀致文化中心           | 加場(室內)，為2025年3月7、8及9日因身體不適而取消的場次進行補場                                    |
| 296  | 2025年11月2日  | 中国       | 广东省广州市       | 廣州寶能觀致文化中心           | 加場(室內)，為2025年3月7、8及9日因身體不適而取消的場次進行補場                                    |
| 297  | 2025年11月21日 | 新加坡     | 新加坡             | 新加坡室內體育館               | 加場(室內)                                                                                        |
| 298  | 2025年11月22日 | 新加坡     | 新加坡             | 新加坡室內體育館               | 加場(室內)                                                                                        |
| 299  | 2025年11月23日 | 新加坡     | 新加坡             | 新加坡室內體育館               | 加場(室內)                                                                                        |
| 300  | 2025年11月28日 | 新加坡     | 新加坡             | 新加坡室內體育館               | 加場(室內)                                                                                        |
| 301  | 2025年11月29日 | 新加坡     | 新加坡             | 新加坡室內體育館               | 加場(室內)                                                                                        |
| 302  | 2025年11月30日 | 新加坡     | 新加坡             | 新加坡室內體育館               | 加場(室內)                                                                                        |
|      | 2025年12月18日 | 香港       | 香港特別行政區     | 紅磡香港體育館                 | 加場(室內)                                                                                        |
|      | 2025年12月19日 | 香港       | 香港特別行政區     | 紅磡香港體育館                 | 加場(室內)                                                                                        |
|      | 2025年12月21日 | 香港       | 香港特別行政區     | 紅磡香港體育館                 | 加場(室內)                                                                                        |
|      | 2025年12月22日 | 香港       | 香港特別行政區     | 紅磡香港體育館                 | 加場(室內)                                                                                        |
|      | 2025年12月24日 | 香港       | 香港特別行政區     | 紅磡香港體育館                 | 加場(室內)                                                                                        |
|      | 2025年12月25日 | 香港       | 香港特別行政區     | 紅磡香港體育館                 | 加場(室內)                                                                                        |
|      | 2025年12月27日 | 香港       | 香港特別行政區     | 紅磡香港體育館                 | 加場(室內)                                                                                        |
|      | 2025年12月28日 | 香港       | 香港特別行政區     | 紅磡香港體育館                 | 加場(室內)                                                                                        |
|      | 2025年12月30日 | 香港       | 香港特別行政區     | 紅磡香港體育館                 | 加場(室內)                                                                                        |
|      | 2025年12月31日 | 香港       | 香港特別行政區     | 紅磡香港體育館                 | 加場(室內)                                                                                        |
|      | 2026年1月2日   | 香港       | 香港特別行政區     | 紅磡香港體育館                 | 加場(室內)                                                                                        |
|      | 2026年1月3日   | 香港       | 香港特別行政區     | 紅磡香港體育館                 | 加場(室內)                                                                                        |
|      | 2026年1月5日   | 香港       | 香港特別行政區     | 紅磡香港體育館                 | 加場(室內)                                                                                        |
|      | 2026年1月6日   | 香港       | 香港特別行政區     | 紅磡香港體育館                 | 加場(室內)                                                                                        |
|      | 2026年1月8日   | 香港       | 香港特別行政區     | 紅磡香港體育館                 | 加場(室內)                                                                                        |
|      | 2026年1月9日   | 香港       | 香港特別行政區     | 紅磡香港體育館                 | 加場(室內)                                                                                        |
|      | 2026年1月11日  | 香港       | 香港特別行政區     | 紅磡香港體育館                 | 加場(室內)                                                                                        |
|      | 2026年1月12日  | 香港       | 香港特別行政區     | 紅磡香港體育館                 | 加場(室內)                                                                                        |
|      | 2026年1月14日  | 香港       | 香港特別行政區     | 紅磡香港體育館                 | 加場(室內)                                                                                        |
|      | 2026年1月15日  | 香港       | 香港特別行政區     | 紅磡香港體育館                 | 加場(室內)                                                                                        |

## 大型音樂劇

### 1997,2004-2006 雪狼湖創意音樂劇（105場）
| 場次             | 日期           | 國家／地區     | 城市           | 場館                   | 備註                                                                                 |
| ---------------- | -------------- | -------------- | -------------- | ---------------------- | ------------------------------------------------------------------------------------ |
| 1                | 1997年3月28日  | 英屬香港       | 英屬香港       | 紅磡香港體育館         | 室內，至今保持香港舞台劇演出場次記錄(42場)；其中4月21日一場臨時取消                  |
| 2                | 1997年3月29日  | 英屬香港       | 英屬香港       | 紅磡香港體育館         | 室內，至今保持香港舞台劇演出場次記錄(42場)；其中4月21日一場臨時取消                  |
| 3                | 1997年3月30日  | 英屬香港       | 英屬香港       | 紅磡香港體育館         | 室內，至今保持香港舞台劇演出場次記錄(42場)；其中4月21日一場臨時取消                  |
| 4                | 1997年3月31日  | 英屬香港       | 英屬香港       | 紅磡香港體育館         | 室內，至今保持香港舞台劇演出場次記錄(42場)；其中4月21日一場臨時取消                  |
| 5                | 1997年4月1日   | 英屬香港       | 英屬香港       | 紅磡香港體育館         | 室內，至今保持香港舞台劇演出場次記錄(42場)；其中4月21日一場臨時取消                  |
| 6                | 1997年4月2日   | 英屬香港       | 英屬香港       | 紅磡香港體育館         | 室內，至今保持香港舞台劇演出場次記錄(42場)；其中4月21日一場臨時取消                  |
| 7                | 1997年4月3日   | 英屬香港       | 英屬香港       | 紅磡香港體育館         | 室內，至今保持香港舞台劇演出場次記錄(42場)；其中4月21日一場臨時取消                  |
| 8                | 1997年4月4日   | 英屬香港       | 英屬香港       | 紅磡香港體育館         | 室內，至今保持香港舞台劇演出場次記錄(42場)；其中4月21日一場臨時取消                  |
| 9                | 1997年4月5日   | 英屬香港       | 英屬香港       | 紅磡香港體育館         | 室內，至今保持香港舞台劇演出場次記錄(42場)；其中4月21日一場臨時取消                  |
| 10               | 1997年4月6日   | 英屬香港       | 英屬香港       | 紅磡香港體育館         | 室內，至今保持香港舞台劇演出場次記錄(42場)；其中4月21日一場臨時取消                  |
| 11               | 1997年4月7日   | 英屬香港       | 英屬香港       | 紅磡香港體育館         | 室內，至今保持香港舞台劇演出場次記錄(42場)；其中4月21日一場臨時取消                  |
| 12               | 1997年4月8日   | 英屬香港       | 英屬香港       | 紅磡香港體育館         | 室內，至今保持香港舞台劇演出場次記錄(42場)；其中4月21日一場臨時取消                  |
| 13               | 1997年4月9日   | 英屬香港       | 英屬香港       | 紅磡香港體育館         | 室內，至今保持香港舞台劇演出場次記錄(42場)；其中4月21日一場臨時取消                  |
| 14               | 1997年4月10日  | 英屬香港       | 英屬香港       | 紅磡香港體育館         | 室內，至今保持香港舞台劇演出場次記錄(42場)；其中4月21日一場臨時取消                  |
| 15               | 1997年4月11日  | 英屬香港       | 英屬香港       | 紅磡香港體育館         | 室內，至今保持香港舞台劇演出場次記錄(42場)；其中4月21日一場臨時取消                  |
| 16               | 1997年4月12日  | 英屬香港       | 英屬香港       | 紅磡香港體育館         | 室內，至今保持香港舞台劇演出場次記錄(42場)；其中4月21日一場臨時取消                  |
| 17               | 1997年4月13日  | 英屬香港       | 英屬香港       | 紅磡香港體育館         | 室內，至今保持香港舞台劇演出場次記錄(42場)；其中4月21日一場臨時取消                  |
| 18               | 1997年4月14日  | 英屬香港       | 英屬香港       | 紅磡香港體育館         | 室內，至今保持香港舞台劇演出場次記錄(42場)；其中4月21日一場臨時取消                  |
| 19               | 1997年4月15日  | 英屬香港       | 英屬香港       | 紅磡香港體育館         | 室內，至今保持香港舞台劇演出場次記錄(42場)；其中4月21日一場臨時取消                  |
| 20               | 1997年4月16日  | 英屬香港       | 英屬香港       | 紅磡香港體育館         | 室內，至今保持香港舞台劇演出場次記錄(42場)；其中4月21日一場臨時取消                  |
| 21               | 1997年4月17日  | 英屬香港       | 英屬香港       | 紅磡香港體育館         | 室內，至今保持香港舞台劇演出場次記錄(42場)；其中4月21日一場臨時取消                  |
| 22               | 1997年4月18日  | 英屬香港       | 英屬香港       | 紅磡香港體育館         | 室內，至今保持香港舞台劇演出場次記錄(42場)；其中4月21日一場臨時取消                  |
| 23               | 1997年4月19日  | 英屬香港       | 英屬香港       | 紅磡香港體育館         | 室內，至今保持香港舞台劇演出場次記錄(42場)；其中4月21日一場臨時取消                  |
| 24               | 1997年4月20日  | 英屬香港       | 英屬香港       | 紅磡香港體育館         | 室內，至今保持香港舞台劇演出場次記錄(42場)；其中4月21日一場臨時取消                  |
| 25               | 1997年4月22日  | 英屬香港       | 英屬香港       | 紅磡香港體育館         | 室內，至今保持香港舞台劇演出場次記錄(42場)；其中4月21日一場臨時取消                  |
| 26               | 1997年4月23日  | 英屬香港       | 英屬香港       | 紅磡香港體育館         | 室內，至今保持香港舞台劇演出場次記錄(42場)；其中4月21日一場臨時取消                  |
| 27               | 1997年4月24日  | 英屬香港       | 英屬香港       | 紅磡香港體育館         | 室內，至今保持香港舞台劇演出場次記錄(42場)；其中4月21日一場臨時取消                  |
| 28               | 1997年4月25日  | 英屬香港       | 英屬香港       | 紅磡香港體育館         | 室內，至今保持香港舞台劇演出場次記錄(42場)；其中4月21日一場臨時取消                  |
| 29               | 1997年4月26日  | 英屬香港       | 英屬香港       | 紅磡香港體育館         | 室內，至今保持香港舞台劇演出場次記錄(42場)；其中4月21日一場臨時取消                  |
| 30               | 1997年4月27日  | 英屬香港       | 英屬香港       | 紅磡香港體育館         | 室內，至今保持香港舞台劇演出場次記錄(42場)；其中4月21日一場臨時取消                  |
| 31               | 1997年4月28日  | 英屬香港       | 英屬香港       | 紅磡香港體育館         | 室內，至今保持香港舞台劇演出場次記錄(42場)；其中4月21日一場臨時取消                  |
| 32               | 1997年4月29日  | 英屬香港       | 英屬香港       | 紅磡香港體育館         | 室內，至今保持香港舞台劇演出場次記錄(42場)；其中4月21日一場臨時取消                  |
| 33               | 1997年4月30日  | 英屬香港       | 英屬香港       | 紅磡香港體育館         | 室內，至今保持香港舞台劇演出場次記錄(42場)；其中4月21日一場臨時取消                  |
| 34               | 1997年5月1日   | 英屬香港       | 英屬香港       | 紅磡香港體育館         | 室內，至今保持香港舞台劇演出場次記錄(42場)；其中4月21日一場臨時取消                  |
| 35               | 1997年5月2日   | 英屬香港       | 英屬香港       | 紅磡香港體育館         | 室內，至今保持香港舞台劇演出場次記錄(42場)；其中4月21日一場臨時取消                  |
| 36               | 1997年5月3日   | 英屬香港       | 英屬香港       | 紅磡香港體育館         | 室內，至今保持香港舞台劇演出場次記錄(42場)；其中4月21日一場臨時取消                  |
| 37               | 1997年5月4日   | 英屬香港       | 英屬香港       | 紅磡香港體育館         | 室內，至今保持香港舞台劇演出場次記錄(42場)；其中4月21日一場臨時取消                  |
| 38               | 1997年5月5日   | 英屬香港       | 英屬香港       | 紅磡香港體育館         | 室內，至今保持香港舞台劇演出場次記錄(42場)；其中4月21日一場臨時取消                  |
| 39               | 1997年5月6日   | 英屬香港       | 英屬香港       | 紅磡香港體育館         | 室內，至今保持香港舞台劇演出場次記錄(42場)；其中4月21日一場臨時取消                  |
| 40               | 1997年5月7日   | 英屬香港       | 英屬香港       | 紅磡香港體育館         | 室內，至今保持香港舞台劇演出場次記錄(42場)；其中4月21日一場臨時取消                  |
| 41               | 1997年5月8日   | 英屬香港       | 英屬香港       | 紅磡香港體育館         | 室內，至今保持香港舞台劇演出場次記錄(42場)；其中4月21日一場臨時取消                  |
| 42               | 1997年5月9日   | 英屬香港       | 英屬香港       | 紅磡香港體育館         | 室內，至今保持香港舞台劇演出場次記錄(42場)；其中4月21日一場臨時取消                  |
| 43               | 1997年11月21日 | 新加坡         | 新加坡         | 新加坡室內體育館       | 室內                                                                                 |
| 44               | 1997年11月22日 | 新加坡         | 新加坡         | 新加坡室內體育館       | 室內                                                                                 |
| 45               | 1997年11月23日 | 新加坡         | 新加坡         | 新加坡室內體育館       | 室內                                                                                 |
| 46               | 1997年11月24日 | 新加坡         | 新加坡         | 新加坡室內體育館       | 室內                                                                                 |
| 47               | 1997年11月25日 | 新加坡         | 新加坡         | 新加坡室內體育館       | 室內                                                                                 |
| 48               | 1997年11月26日 | 新加坡         | 新加坡         | 新加坡室內體育館       | 室內                                                                                 |
| 49               | 1997年11月27日 | 新加坡         | 新加坡         | 新加坡室內體育館       | 室內                                                                                 |
| 第二階段：國語版 |                |                |                |                        |                                                                                      |
| 50               | 2004年12月24日 | 中国           | 北京市         | 首都體育館             | 室內，國語版首站                                                                     |
| 51               | 2004年12月25日 | 中国           | 北京市         | 首都體育館             | 室內，國語版首站                                                                     |
| 51               | 2004年12月31日 | 中国           | 北京市         | 首都體育館             | 室內，國語版首站                                                                     |
| 52               | 2005年1月1日   | 中国           | 北京市         | 首都體育館             | 室內，國語版首站                                                                     |
| 53               | 2005年1月14日  | 中国           | 浙江省杭州市   | 黄龙体育中心體育館     | 室內                                                                                 |
| 54               | 2005年1月15日  | 中国           | 浙江省杭州市   | 黄龙体育中心體育館     | 室內                                                                                 |
| 55               | 2005年1月21日  | 中国           | 廣東省廣州市   | 天河體育館             | 室內                                                                                 |
| 56               | 2005年1月22日  | 中国           | 廣東省廣州市   | 天河體育館             | 室內                                                                                 |
| 57               | 2005年1月23日  | 中国           | 廣東省廣州市   | 天河體育館             | 室內                                                                                 |
| 58               | 2005年1月28日  | 中国           | 湖南省長沙市   | 湖南國際會展中心       | 室內                                                                                 |
| 59               | 2005年1月29日  | 中国           | 湖南省長沙市   | 湖南國際會展中心       | 室內                                                                                 |
| 60               | 2005年3月25日  | 中国           | 廣東省東莞市   | 東莞國際會展中心       | 室內                                                                                 |
| 61               | 2005年3月26日  | 中国           | 廣東省東莞市   | 東莞國際會展中心       | 室內                                                                                 |
| 62               | 2005年4月2日   | 中国           | 廣東省深圳市   | 深圳會展中心           | 室內                                                                                 |
| 63               | 2005年4月3日   | 中国           | 廣東省深圳市   | 深圳會展中心           | 室內                                                                                 |
| 64               | 2005年4月15日  | 香港特別行政區 | 香港特別行政區 | 紅磡香港體育館         | 加場(室內) 相隔八年，《雪狼湖》重回紅館演出。                                        |
| 65               | 2005年4月16日  | 香港特別行政區 | 香港特別行政區 | 紅磡香港體育館         | 加場(室內) 相隔八年，《雪狼湖》重回紅館演出。                                        |
| 66               | 2005年4月17日  | 香港特別行政區 | 香港特別行政區 | 紅磡香港體育館         | 加場(室內) 相隔八年，《雪狼湖》重回紅館演出。                                        |
| 67               | 2005年4月18日  | 香港特別行政區 | 香港特別行政區 | 紅磡香港體育館         | 加場(室內) 相隔八年，《雪狼湖》重回紅館演出。                                        |
| 68               | 2005年4月19日  | 香港特別行政區 | 香港特別行政區 | 紅磡香港體育館         | 加場(室內) 相隔八年，《雪狼湖》重回紅館演出。                                        |
| 69               | 2005年4月20日  | 香港特別行政區 | 香港特別行政區 | 紅磡香港體育館         | 加場(室內) 相隔八年，《雪狼湖》重回紅館演出。                                        |
| 70               | 2005年4月29日  | 中国           | 重慶市         | 大田灣體育場           | 室外                                                                                 |
| 71               | 2005年5月13日  | 中国           | 安徽省蕪湖市   | 蕪湖奧林匹克體育場     | 室外                                                                                 |
| 72               | 2005年5月17日  | 中国           | 江蘇省無錫市   | 無錫市體育館           | 室內                                                                                 |
| 73               | 2005年5月27日  | 中国           | 江蘇省南通市   | 南通市體育場           | 室外                                                                                 |
| 74               | 2005年6月10日  | 中国           | 浙江省寧波市   | 勤州區文化藝術中心廣場 | 室內                                                                                 |
| 75               | 2005年6月17日  | 中国           | 江蘇省蘇州市   | 蘇州體育中心體育場     | 室外                                                                                 |
| 76               | 2005年6月19日  | 中国           | 江蘇省南京市   | 五台山體育場           | 室外                                                                                 |
| 78               | 2005年6月23日  | 中国           | 上海市         | 上海體育館             | 室內                                                                                 |
| 79               | 2005年6月24日  | 中国           | 上海市         | 上海體育館             | 室內                                                                                 |
| 80               | 2005年6月25日  | 中国           | 上海市         | 上海體育館             | 室內                                                                                 |
| 81               | 2005年6月26日  | 中国           | 上海市         | 上海體育館             | 室內                                                                                 |
| 82               | 2005年6月27日  | 中国           | 上海市         | 上海體育館             | 室內                                                                                 |
| 83               | 2005年6月28日  | 中国           | 上海市         | 上海體育館             | 室內                                                                                 |
| 84               | 2005年7月2日   | 中国           | 遼寧省瀋陽市   | 遼寧大劇院             | 室內                                                                                 |
| 85               | 2005年7月9日   | 中国           | 天津市         | 泰達足球場             | 室外                                                                                 |
| 86               | 2005年7月16日  | 中国           | 陝西省西安市   | 陝西省體育場           | 室外                                                                                 |
| 87               | 2005年8月27日  | 中国           | 湖北省武漢市   | 新華路體育場           | 室外                                                                                 |
| 88               | 2005年9月2日   | 中国           | 河南省鄭州市   | 清華園體育場           | 室外                                                                                 |
| 89               | 2005年9月16日  | 新加坡         | 新加坡         | 新加坡室內體育館       | 加場(室內)                                                                           |
| 91               | 2005年9月17日  | 新加坡         | 新加坡         | 新加坡室內體育館       | 加場(室內)                                                                           |
| 92               | 2005年9月18日  | 新加坡         | 新加坡         | 新加坡室內體育館       | 加場(室內)                                                                           |
| 93               | 2005年10月29日 | 中国           | 浙江省寧波市   | 宁波体育场             | 室外                                                                                 |
| 94               | 2005年11月15日 | 中国           | 江蘇省揚州市   | 揚州國際展覽中心       | 室內                                                                                 |
| 95               | 2005年11月25日 | 马来西亚       | 吉隆坡         | 亞通體育館             | 室內                                                                                 |
| 96               | 2005年11月26日 | 马来西亚       | 吉隆坡         | 亞通體育館             | 室內                                                                                 |
| 97               | 2005年12月2日  | 臺灣           | 臺北市         | 台北小巨蛋             | 室內 台北小巨蛋首齣音樂劇，創一連七場演出皆滿座紀錄。 首場因感冒而演出到一半便中斷。 |
| 98               | 2005年12月8日  | 臺灣           | 臺北市         | 台北小巨蛋             | 室內 台北小巨蛋首齣音樂劇，創一連七場演出皆滿座紀錄。 首場因感冒而演出到一半便中斷。 |
| 99               | 2005年12月9日  | 臺灣           | 臺北市         | 台北小巨蛋             | 室內 台北小巨蛋首齣音樂劇，創一連七場演出皆滿座紀錄。 首場因感冒而演出到一半便中斷。 |
| 100              | 2005年12月10日 | 臺灣           | 臺北市         | 台北小巨蛋             | 室內 台北小巨蛋首齣音樂劇，創一連七場演出皆滿座紀錄。 首場因感冒而演出到一半便中斷。 |
| 101              | 2005年12月11日 | 臺灣           | 臺北市         | 台北小巨蛋             | 室內 台北小巨蛋首齣音樂劇，創一連七場演出皆滿座紀錄。 首場因感冒而演出到一半便中斷。 |
| 102              | 2005年12月12日 | 臺灣           | 臺北市         | 台北小巨蛋             | 室內 台北小巨蛋首齣音樂劇，創一連七場演出皆滿座紀錄。 首場因感冒而演出到一半便中斷。 |
| 103              | 2005年12月13日 | 臺灣           | 臺北市         | 台北小巨蛋             | 室內 台北小巨蛋首齣音樂劇，創一連七場演出皆滿座紀錄。 首場因感冒而演出到一半便中斷。 |
| 104              | 2005年12月17日 | 中国           | 南寧市         | 民歌廣場               | 室內                                                                                 |
| 105              | 2006年1月7日   | 中国           | 北京市         | 首都體育館             | 加場(室內)，雪狼湖正式完結巡演。                                                     |

## 小型演唱會
| 日期                                                 | 國家／地區                                           | 城市                                                 | 場館                                                 | 備註                                                 |
| 1996 學友與港樂"愛與交響曲" Love and Symphony（2場） | 1996 學友與港樂"愛與交響曲" Love and Symphony（2場） | 1996 學友與港樂"愛與交響曲" Love and Symphony（2場） | 1996 學友與港樂"愛與交響曲" Love and Symphony（2場） | 1996 學友與港樂"愛與交響曲" Love and Symphony（2場） |
| ---------------------------------------------------- | ---------------------------------------------------- | ---------------------------------------------------- | ---------------------------------------------------- | ---------------------------------------------------- |
| 1996年3月24日                                        | 英屬香港                                             | 英屬香港                                             | 紅磡香港體育館                                       | 和香港管弦樂團合作，首位和該樂團合作的本地流行歌手   |
| 1996年3月25日                                        | 英屬香港                                             | 英屬香港                                             | 紅磡香港體育館                                       | 和香港管弦樂團合作，首位和該樂團合作的本地流行歌手   |
| 1996 學友與港樂"音樂無疆界"MUSIC HORIZONS（2場）     |                                                      |                                                      |                                                      |                                                      |
| 1996年10月26日                                       | 英屬香港                                             | 英屬香港                                             | 紅磡香港體育館                                       | 再次和香港管弦樂團合作                               |
| 1996年10月27日                                       | 英屬香港                                             | 英屬香港                                             | 紅磡香港體育館                                       | 再次和香港管弦樂團合作                               |
| 拉闊壓軸篇98                                         |                                                      |                                                      |                                                      |                                                      |
| 1998年11月1日                                        | 香港                                                 | 香港                                                 | 香港會議展覽中心                                     |                                                      |
| 2000 完全學友演唱會                                  |                                                      |                                                      |                                                      |                                                      |
| 2000年12月8日                                        | 香港                                                 | 香港                                                 | 香港會議展覽中心                                     |                                                      |
| 2001 拉闊音樂會                                      |                                                      |                                                      |                                                      |                                                      |
| 2001年4月30日                                        | 香港                                                 | 香港                                                 | 香港會議展覽中心                                     |                                                      |
| 2003 好久不見音樂會                                  |                                                      |                                                      |                                                      |                                                      |
| 2003年3月22日                                        | 臺灣                                                 | 台北                                                 | 台北國際會議中心                                     |                                                      |
| 2004 給朋友音樂會                                    |                                                      |                                                      |                                                      |                                                      |
| 2004年4月30日                                        | 香港                                                 | 香港                                                 | 電視廣播城                                           |                                                      |
| 2004 活出生命LIVE演唱會                              |                                                      |                                                      |                                                      |                                                      |
| 2004年10月5日                                        | 香港                                                 | 香港                                                 | 香港會議展覽中心                                     |                                                      |
| 2006 10x10我至愛演唱會                               |                                                      |                                                      |                                                      |                                                      |
| 2006年10月21日                                       | 香港                                                 | 香港                                                 | 紅磡香港體育館                                       | 和陳奕迅合作                                         |
| 2009 F1 rocks Singapore                              |                                                      |                                                      |                                                      |                                                      |
| 2009年9月24日                                        | 新加坡                                               | 新加坡                                               | 新加坡福康寧公園                                     | 和張惠妹合作                                         |
| 2010 張學友Private Corner迷你音樂會                  |                                                      |                                                      |                                                      |                                                      |
| 2010年4月30日                                        | 香港                                                 | 香港                                                 | 香港理工大學賽馬會綜藝館                             |                                                      |
| 2014 我最喜愛的Eric Kwok音樂會                       |                                                      |                                                      |                                                      |                                                      |
| 2014年7月17日                                        | 香港                                                 | 香港                                                 | 紅磡香港體育館                                       | 在第一場出現，並演唱「有個人」                       |
| 2015 醒著做夢音樂會                                  |                                                      |                                                      |                                                      |                                                      |
| 2015年5月24日                                        | 中国                                                 | 北京                                                 | 北京國家奧林匹克體育中心                             |                                                      |
| 2015 Legend on stage with Jacky Cheung（2場）        |                                                      |                                                      |                                                      |                                                      |
| 2015年9月29日                                        | 香港                                                 | 香港                                                 | 香港會議展覽中心新翼                                 | 瑞士銀行專屬音樂會                                   |
| 2015年10月7日                                        | 新加坡                                               | 新加坡                                               | 新加坡星宇表演藝術中心                               | 瑞士銀行專屬音樂會                                   |
| 2019 《觸感•色彩共融慈善音樂會2019》                 |                                                      |                                                      |                                                      |                                                      |
| 2019年11月26日                                       | 香港                                                 | 香港                                                 | 香港會議展覽中心                                     |                                                      |

## 擔任演唱會嘉賓
| 日期                | 歌手     | 演唱会                                          | 地点           | 表演曲目                                                                      |
| ------------------- | -------- | ----------------------------------------------- | -------------- | ----------------------------------------------------------------------------- |
| 1989年8月28日       | 陳慧嫻   | 幾時再見演唱會                                  | 紅磡香港體育館 | 一對寂寞的心 CRY（独唱）                                                      |
| 1994年10月          | 周慧敏   | 美的化身演唱會                                  | 紅磡香港體育館 |                                                                               |
| 1999年10月7日       | 陳奕迅   | Big Live陳奕迅大個唱99                          | 紅磡香港體育館 | 望月                                                                          |
| 2003年7月4-5日      | 陳慧嫻   | 珍演唱會                                        | 紅磡香港體育館 | 一對寂寞的心                                                                  |
| 2003年11月6日，10日 | 梅艷芳   | Manhattan梅艷芳經典金曲演唱會                   | 紅磡香港體育館 | 祝褔                                                                          |
| 2004年3月26日       | 葉蒨文   | Now's My Prime 25周年金曲演唱會                 | 紅磡香港體育館 | Come What May                                                                 |
| 2006年4月22日       | 鄭中基   | 鄭中基演唱會2006                                | 紅磡香港體育館 | 左右為難                                                                      |
| 2006年7月28日       | 軟硬天師 | 軟硬天師-Long Time No See演唱會2006             | 紅磡香港體育館 | 你的名字我的姓氏（改編版）                                                    |
| 2007年3月           | 呂方     | 呂方好情歌演唱會                                | 紅磡香港體育館 | 李香蘭                                                                        |
| 2010年9月16日       | 周杰倫   | 超時代世界巡迴演唱會                            | 紅磡香港體育館 | 聽媽媽的話 吻別 你最珍貴 每天多愛你一些                                       |
| 2013年7月19日       | 陳奕迅   | EASON's LIFE 世界巡迴演唱會                     | 紅磡香港體育館 | 每天愛你多一些                                                                |
| 2014年6月19日       | 陳慧嫻   | Back To Priscilla 30th Anniversary Concert 2014 | 紅磡香港體育館 | 輕撫你的臉 望月（独唱）                                                       |
| 2014年7月8日        | 張智霖   | Chi Lam Crazy Hours Live                        | 紅磡香港體育館 | 李香蘭（独唱） 吻別（搖滾版）                                                 |
| 2014年7月24日       | 孫燕姿   | 克卜勒世界巡迴演唱會                            | 紅磡香港體育館 | 你最珍貴 她來聽我的演唱會（独唱）                                             |
| 2014年11月20日      | 周杰倫   | 魔天倫2世界巡迴演唱會                           | 亞洲國際博覽館 | 她來聽我的演唱會（周杰倫独唱）                                                |
| 2014年12月28日      | 鄭秀文   | Touch_Mi鄭秀文世界巡迴演唱會                    | 紅磡香港體育館 | 用餘生去愛（独唱）                                                            |
| 2015年1月28日       | 楊千嬅   | 楊千嬅 Let's Begin 世界巡迴演唱會2015           | 紅磡香港體育館 | 還是覺得你最好（独唱） 你最珍貴                                               |
| 2015年2月16日       | 譚詠麟   | 譚詠麟銀河歲月40載演唱會2015                    | 紅磡香港體育館 | 誰可改變 霧之戀（独唱）                                                       |
| 2015年8月21日       | 江蕙     | 《祝福》演唱會                                  | 台北小巨蛋     | 家後                                                                          |
| 2019年8月5日        | 容祖兒   | Pretty Crazy世界巡迴演唱會                      | 紅磡香港體育館 | 這麼近那麼遠 真情流露                                                         |
| 2021年6月13日       | 莫文蔚   | 絕色莫文蔚25周年世界巡迴演唱會                  | 紅磡香港體育館 | 望月 祇想一生跟你走 妳的名字・我的姓氏 離開以後 還是覺得你最好 每天愛你多一些 |
| 2022年11月12日      | 胡楓     | 修哥90迎金秋無限楓騷演唱會2022                  | 紅磡香港體育館 | 愛是永恆 情已逝 歲月流情（独唱）                                              |

## 備註
1. ↑  未特别说明的曲目均为与对应歌手合唱